# Різдво в Канаді

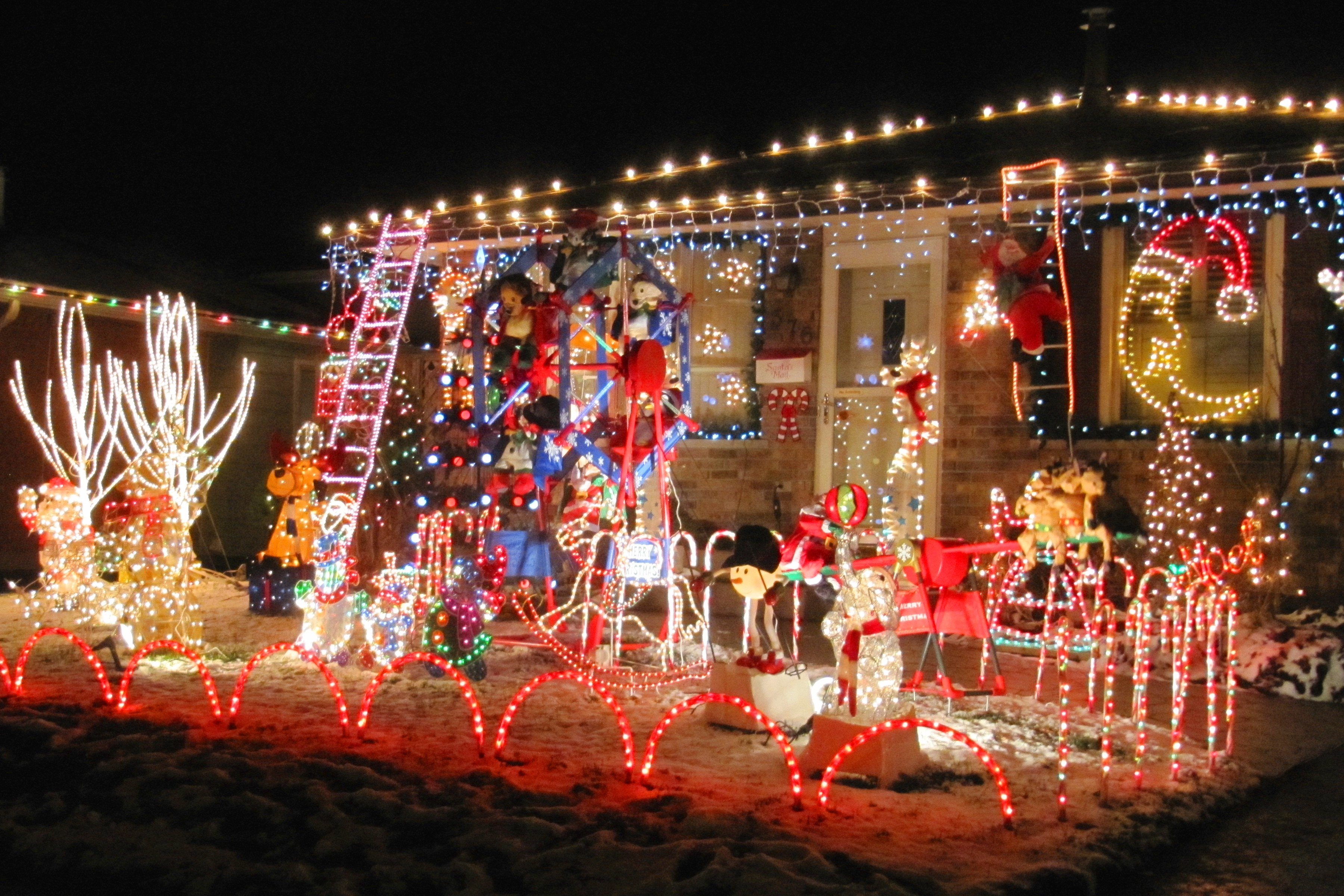
Канадський будинок, прикрашений різдвяними вогниками

У цій статті представлені основні різдвяні традиції Канади, а також історичні та соціально-економічні аспекти свята в цій країні.

## Загальні відомості
У Канаді на святкування Різдва впливають нації походження іммігрантів до цієї країни, зокрема французького, англійського, ірландського та шотландського походження, а також німецького, норвезького та українського походження.

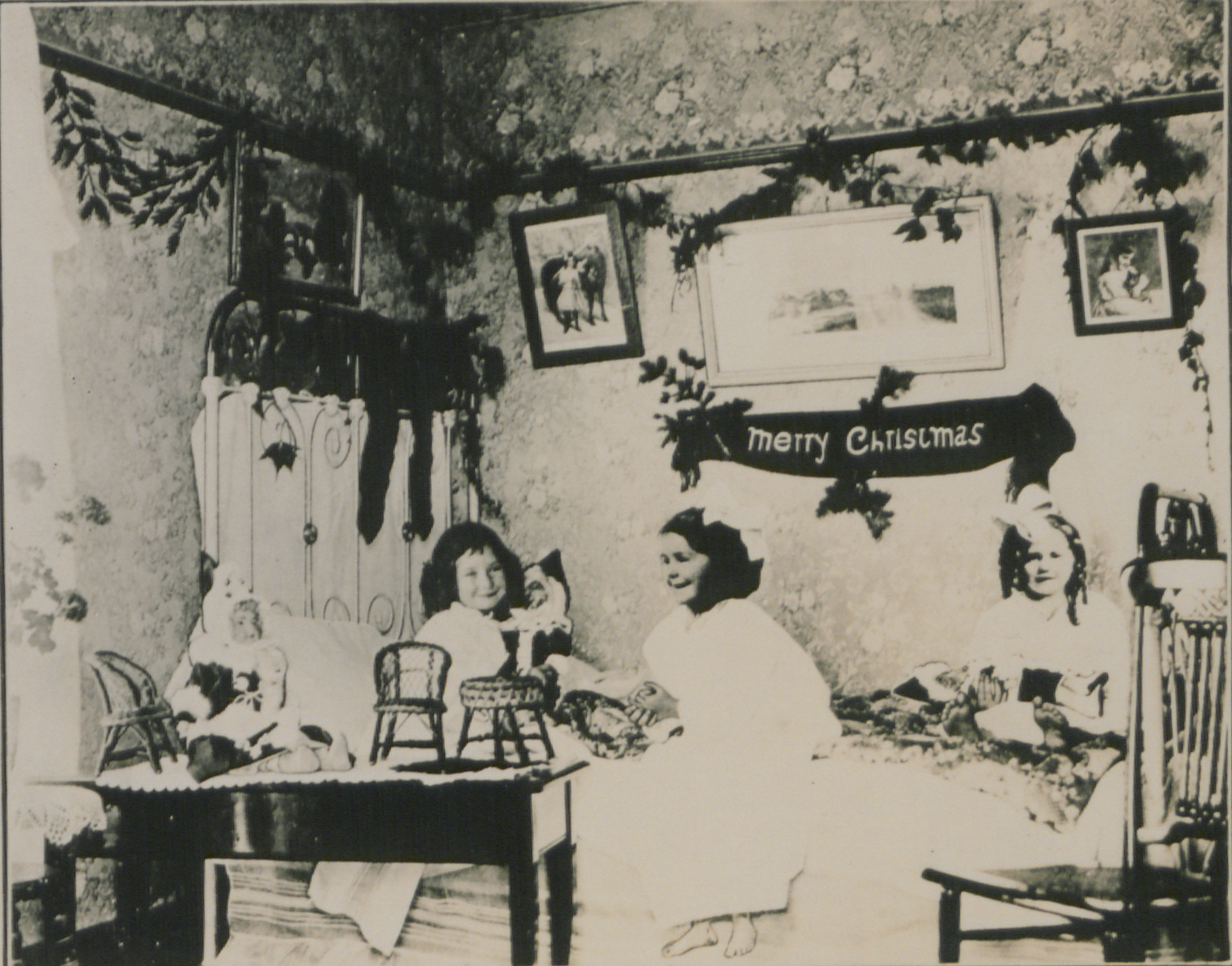
Різдво в Канаді 1916 року

Ймовірно, святкування Різдва було запроваджено ще в 1000 році християнізованими поселенцями вікінгами, які оселилися в Ньюфаундленді.
Безперечно, свято було запроваджене французькими іммігрантами католицького віросповідання, які прибули до Канади ще в XVI-XVII століттях.
У XX столітті англомовна Канада перейняла багато різдвяних традицій своїх американських сусідів.
Парад Санта-Клауса в Торонто є одним з найстаріших і найбільших. Він проводиться вже понад 100 років і зараз є величезною подією, в якій беруть участь понад 25 анімаційних поплавців і 2000 людей. Транслюється по телебаченню по всьому світу.

## Народні традиції

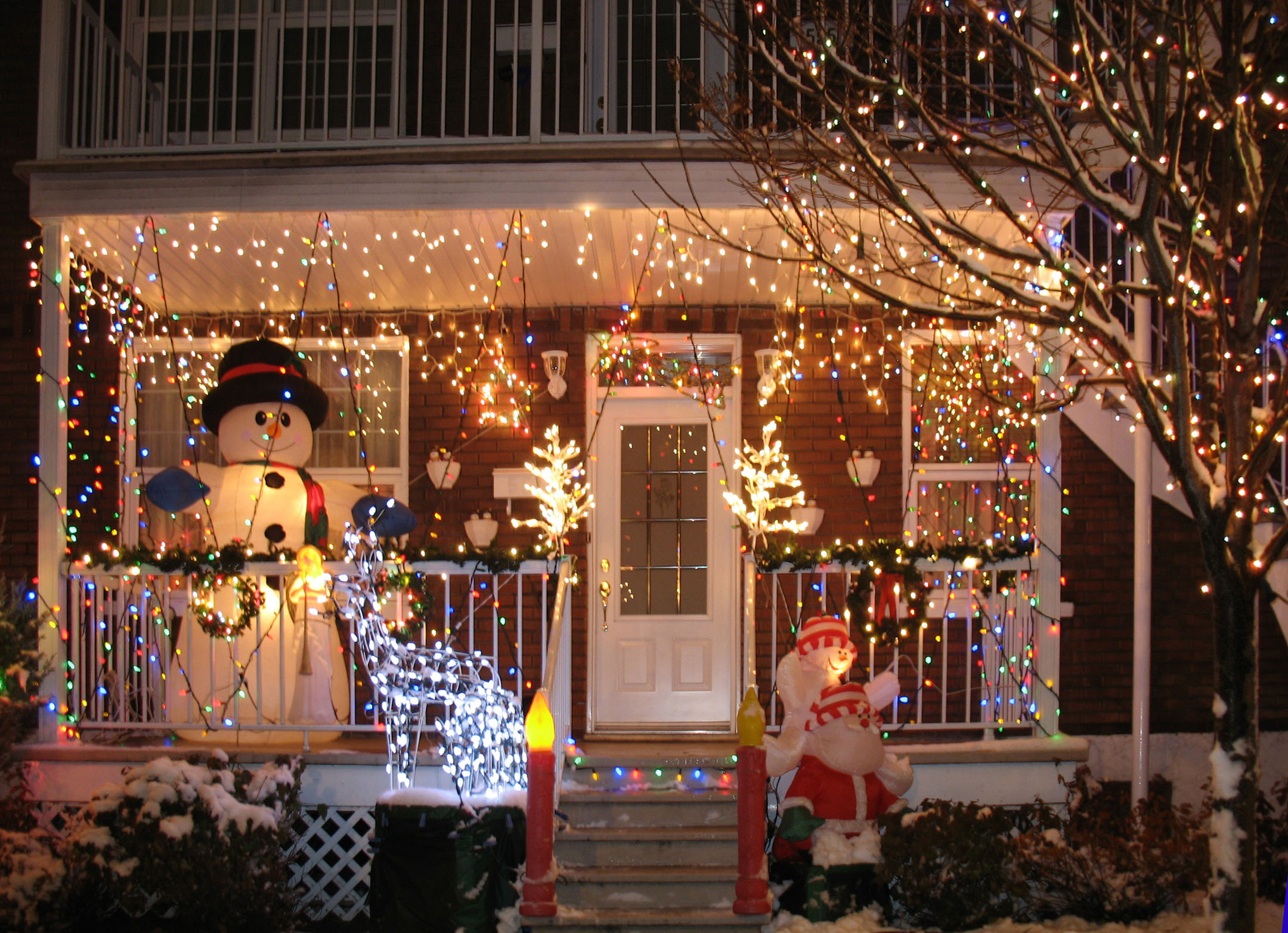
Канадський будинок, прикрашений різдвяними вогниками

Канадський різдвяний фольклор, зокрема французької Канади, багатий на історії про перевертнів, примарні каное та примарних закоханих.
Зокрема, вважається, що святвечір особливо «переслідує» ці надприродні елементи. За місцевим фольклором, цієї ночі земля розверзнеться і тварини почнуть говорити, як люди.
Такі історії традиційно розповідають у День святої Катерини, який також відзначається танцями під звуки скрипки.
Поширені також такі традиції, як мумінг (переодягання) і бельканти.

### Белснікелінг
Широко поширеною особливо в Новій Шотландії є традиція belsnickeling, яка складається з ходіння від будинку до будинку в кумедних костюмах із зображенням Санта-Клауса.
Цю традицію до Нової Шотландії привезли німецькі переселенці в 1751 році.

### Гіньоле
Під час Адвенту форма жебракування, відома як guignolée, була широко поширена у Квебеку.
Цю традицію, яка походить від середньовічного жебракування Нового року, привезли французи в XVII столітті.
Назва цієї традиції походить від вигуку «la ignolée, la ignoloche», який видають учасники жебрацтва перед співом пісні, яка містить прохання увійти в будинок і погрози за можливу відмову.

### Фольклорні персонажі

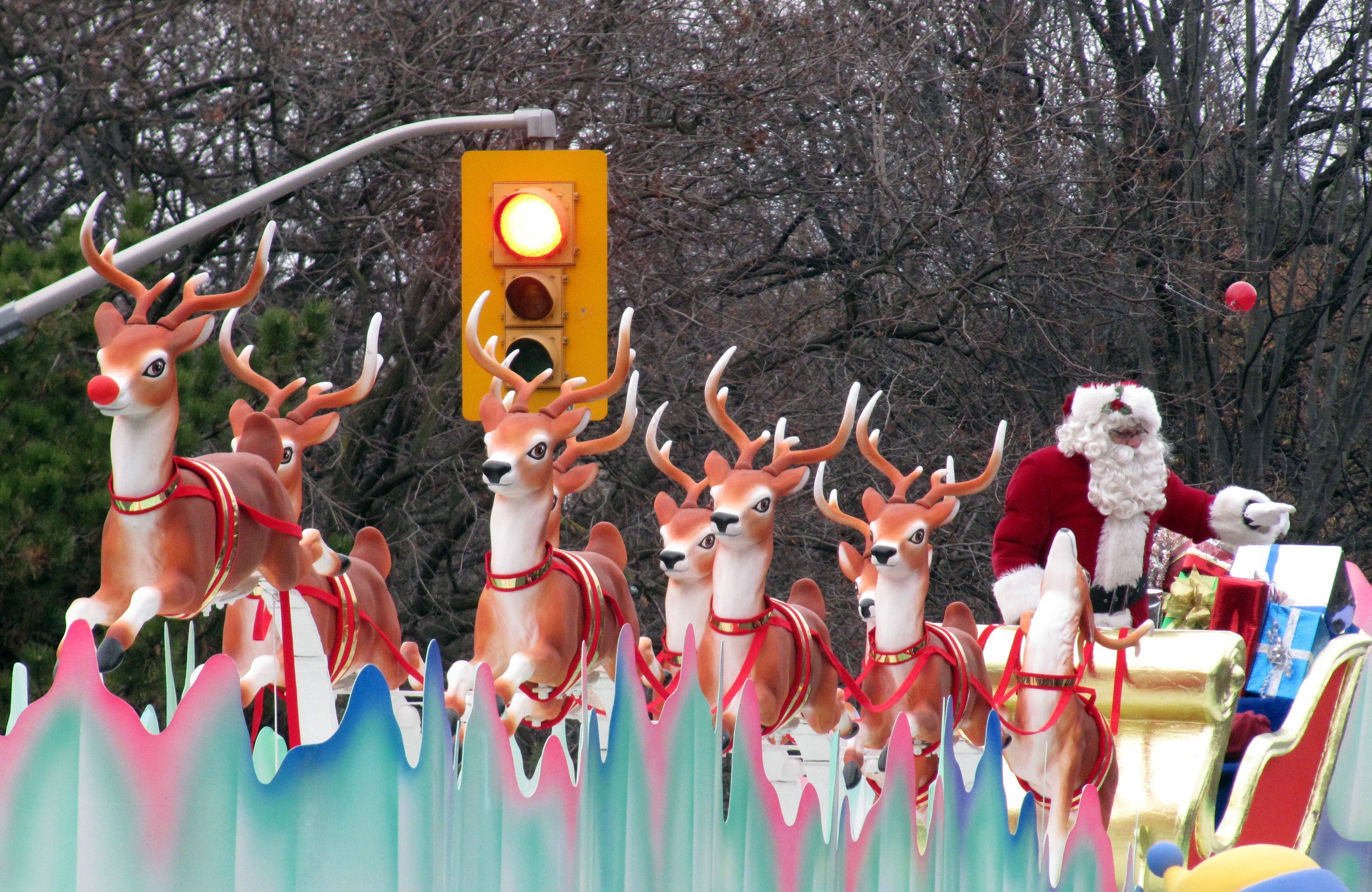
Санта Клаус в Торонто

Традиційними носіями подарунків у Канаді є Санта-Клаус, Пер-Ноель і Матуся Гуді.

#### Матуся Гуді
Матуся Гуді є уособленням Нового року, з'являється як носій подарунків на Новий рік на острові Кампобелло, штат Нью-Брансвік, і, подібно до італійської Бефани, наповнює панчохи, залишені місцевими дітьми.

### Традиція різдвяної ялинки в Канаді
Перша різдвяна ялинка в Канаді (і в Північній Америці загалом) з'явилася напередодні Різдва 1781 року в Сорелі, Квебек, на прийомі, влаштованому баронесою Рідзель для британських і німецьких офіційних осіб.
|  |

## Гастрономія

### Типові солодощі
Типовими солодощами канадської різдвяної традиції є bûche de Noël (поліно), імпортоване з Франції, та tourtière.

#### Туртьєр

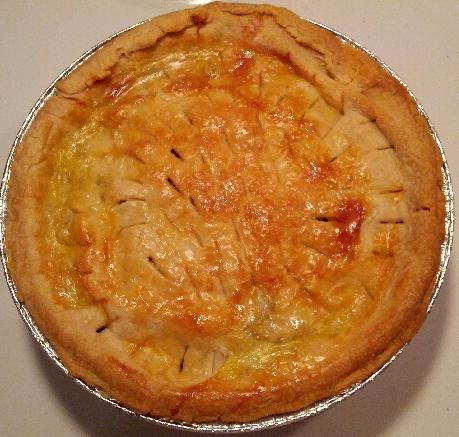
Туртьєр, приготований до різдвяної вечері

Типовим франкомовним канадським десертом є туртьєр, торт, який подається з кетчупом і чатні.

### Інші типові страви

#### Репсовий пиріг
Типовою різдвяною стравою франкомовної Канади та морських районів країни є ріпаковий пиріг (або французькою: pâte à la râpure), м'ясний пиріг з акадійської кухні.

## Різдвяна музика

### Традиційні різдвяні колядки Канади
Різдвяна пісня (Estennia, on de tsonoué) Iesous Ahatonnia, більш відома як The Huron Carol («Різдвяна пісня гуронів»), походить з Канади, текст якої, ймовірно, був складений у 1643 році французьким єзуїтом Жаном де Бребьофом.
Також дуже популярною у франкомовній Канаді є пісня D'où viens-tu, bergère? анонімного автора.

### Нетрадиційні різдвяні пісні у виконанні співаків Канади
- Різдвяний час — Браян Адамс (1985)[14]

## Соціально-економічні аспекти

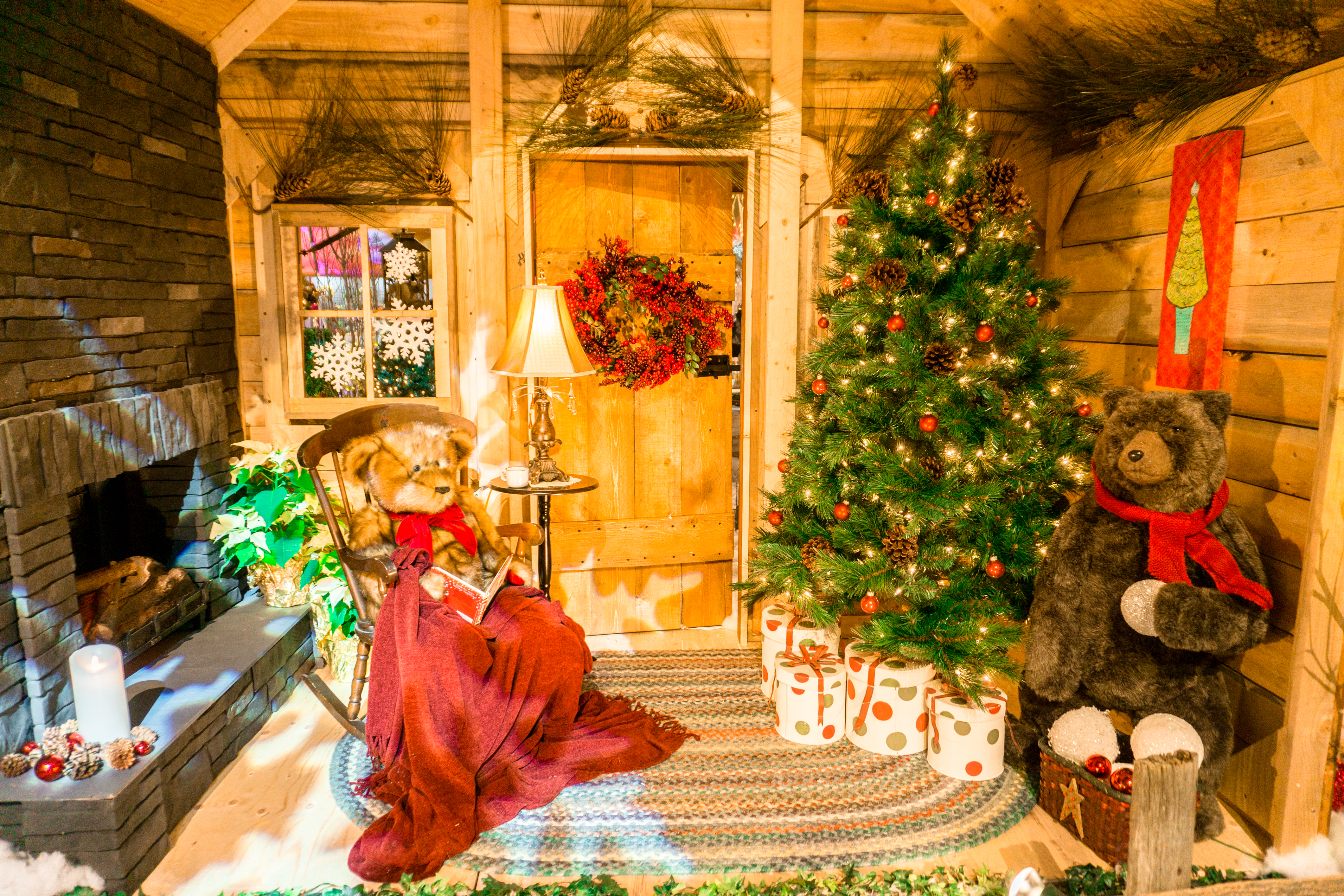
Фестиваль різдвяних ялинок в Едмонтоні

Ялинкова індустрія в Канаді є дуже прибутковою: за оцінками, щорічно продається ялинок на суму близько 65 мільйонів канадських доларів, а близько 1,8 мільйона ялинок експортується за кордон, переважно до сусідніх США.
Рекордсменом з експорту найбільшої кількості новорічних ялинок до США є Квебек (у 2008 році з Квебеку до США було імпортовано 827 823 ялинки). Єдиними провінціями, які не експортують різдвяні ялинки за кордон, є Альберта, Ньюфаундленд, Лабрадор і Саскачеван.

## Галерея

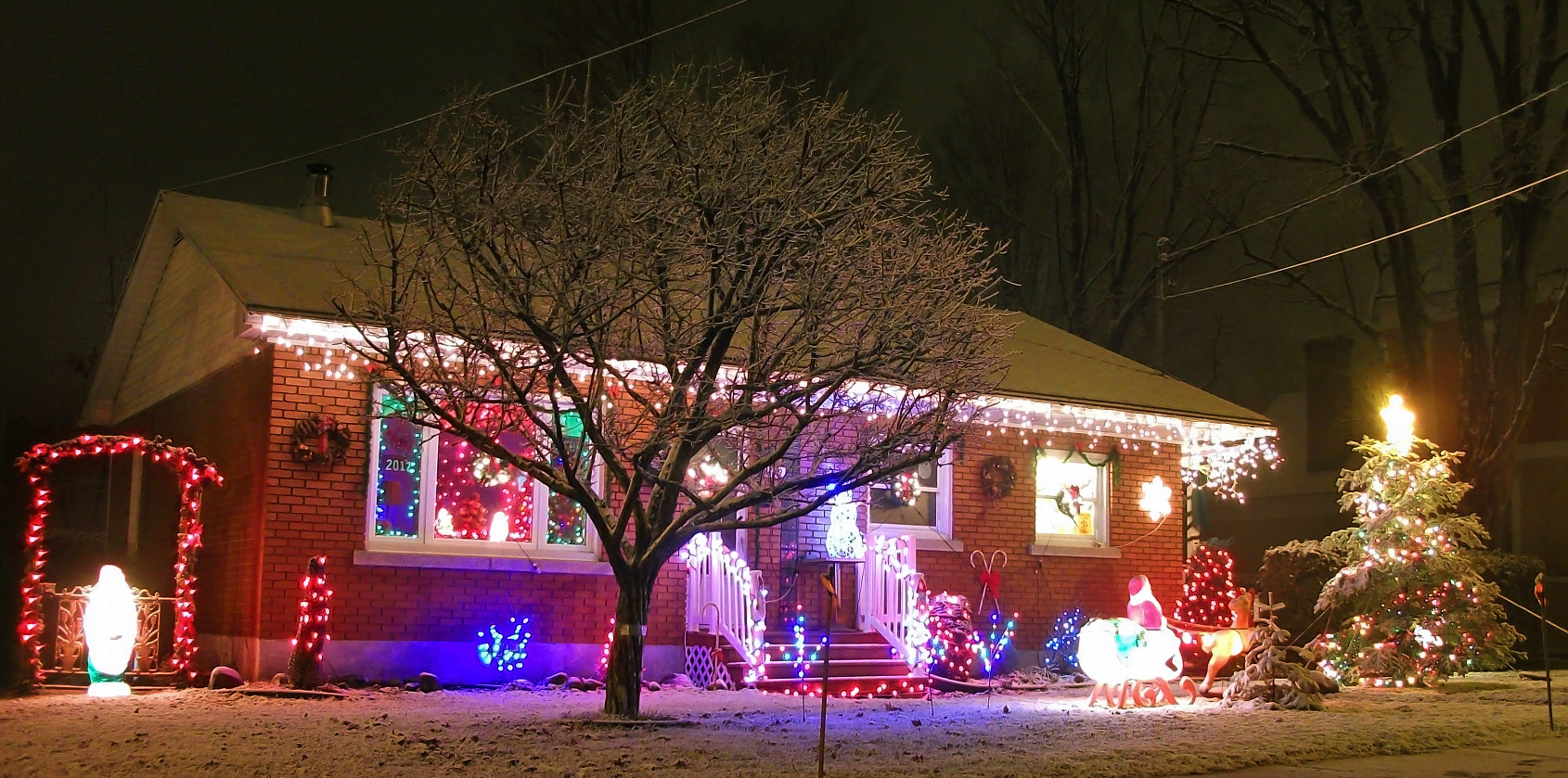
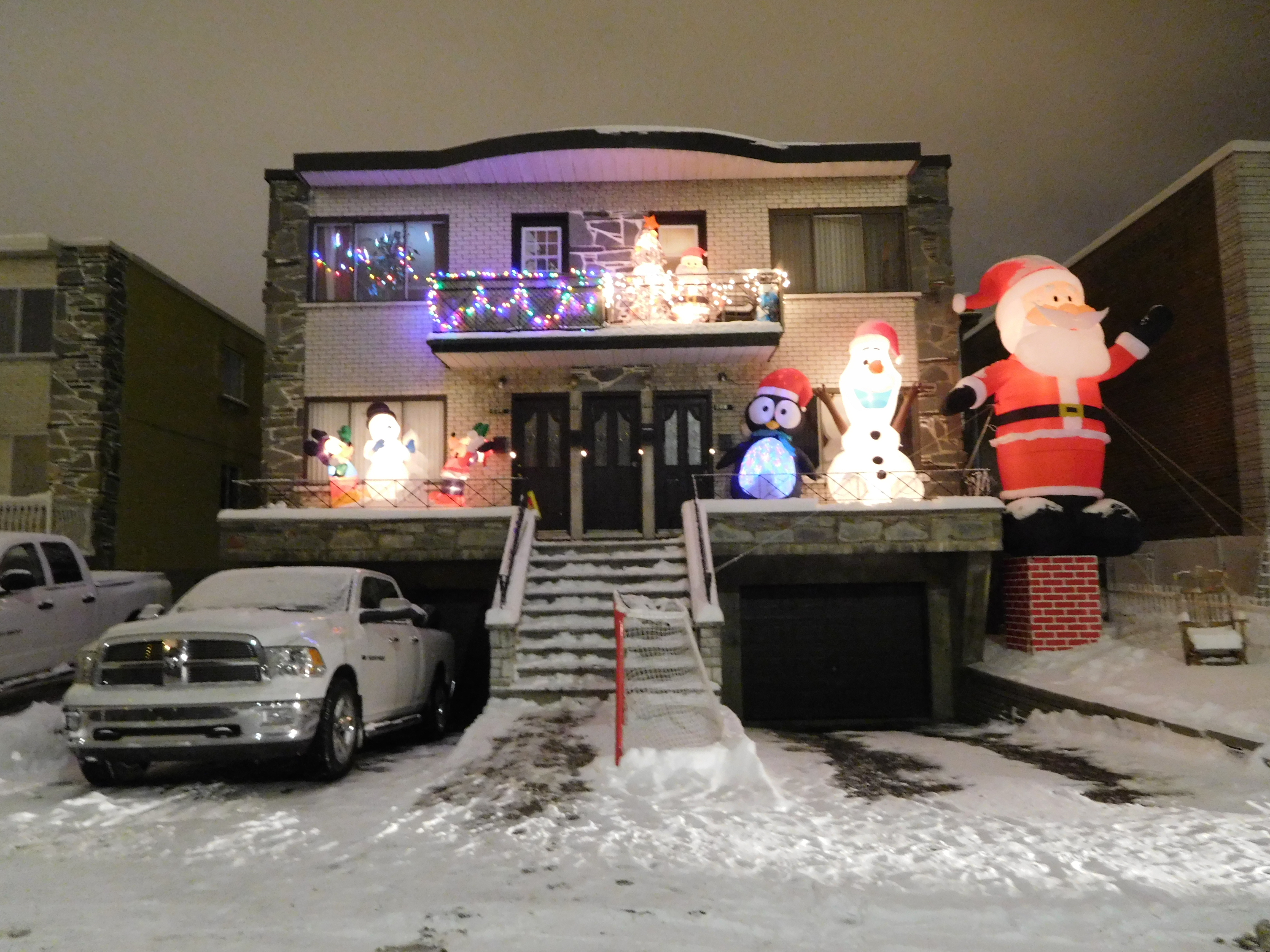
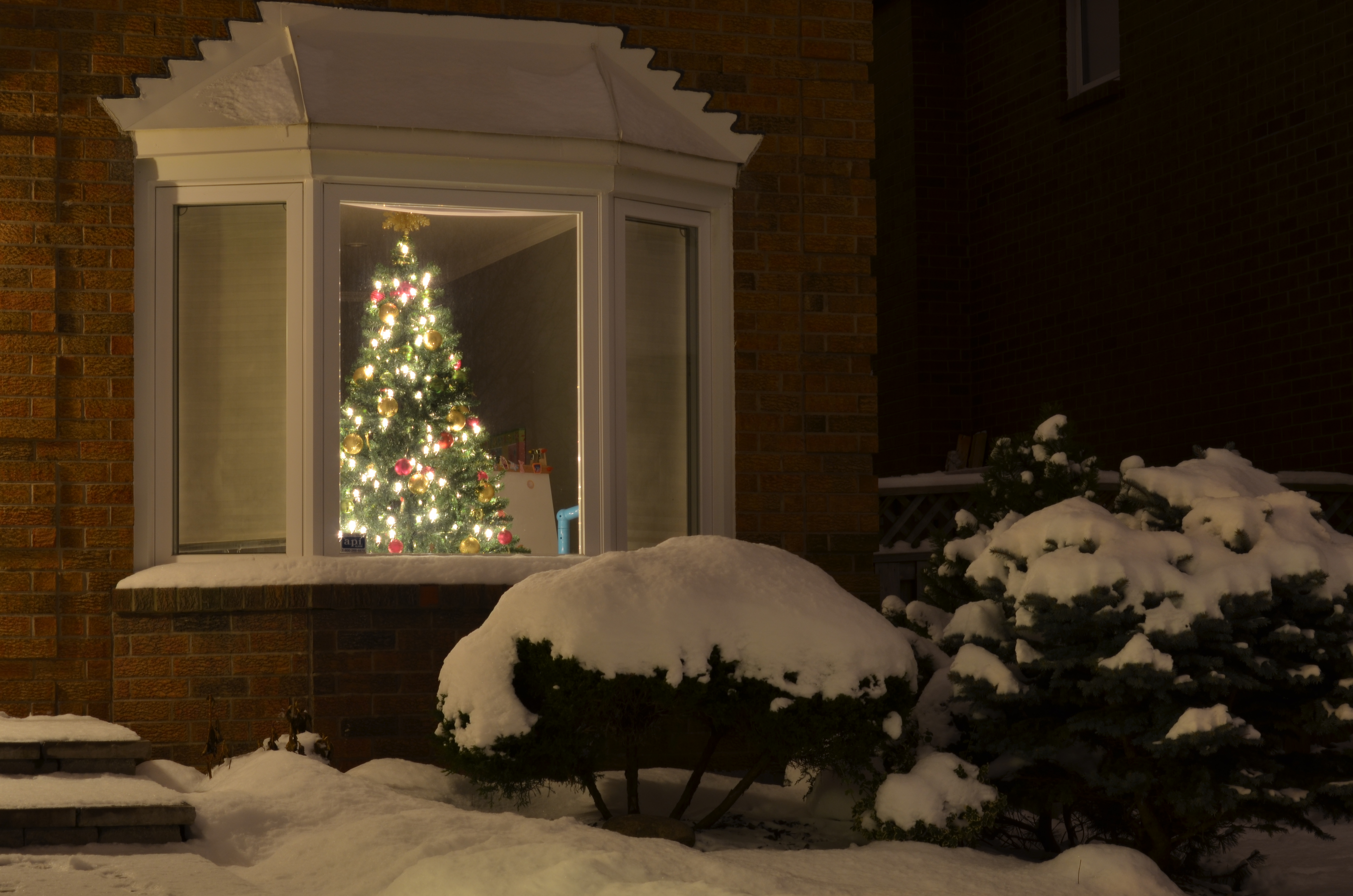
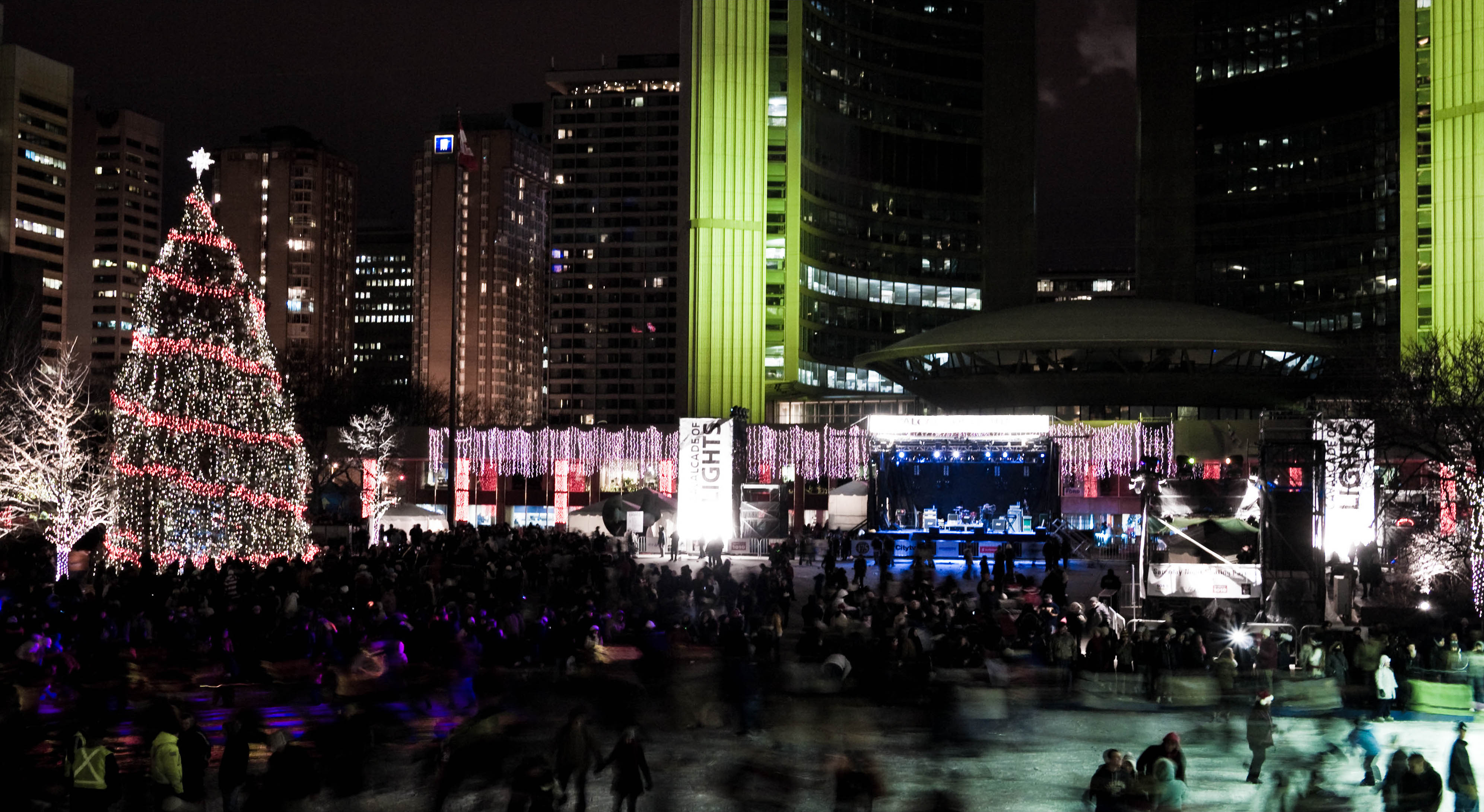
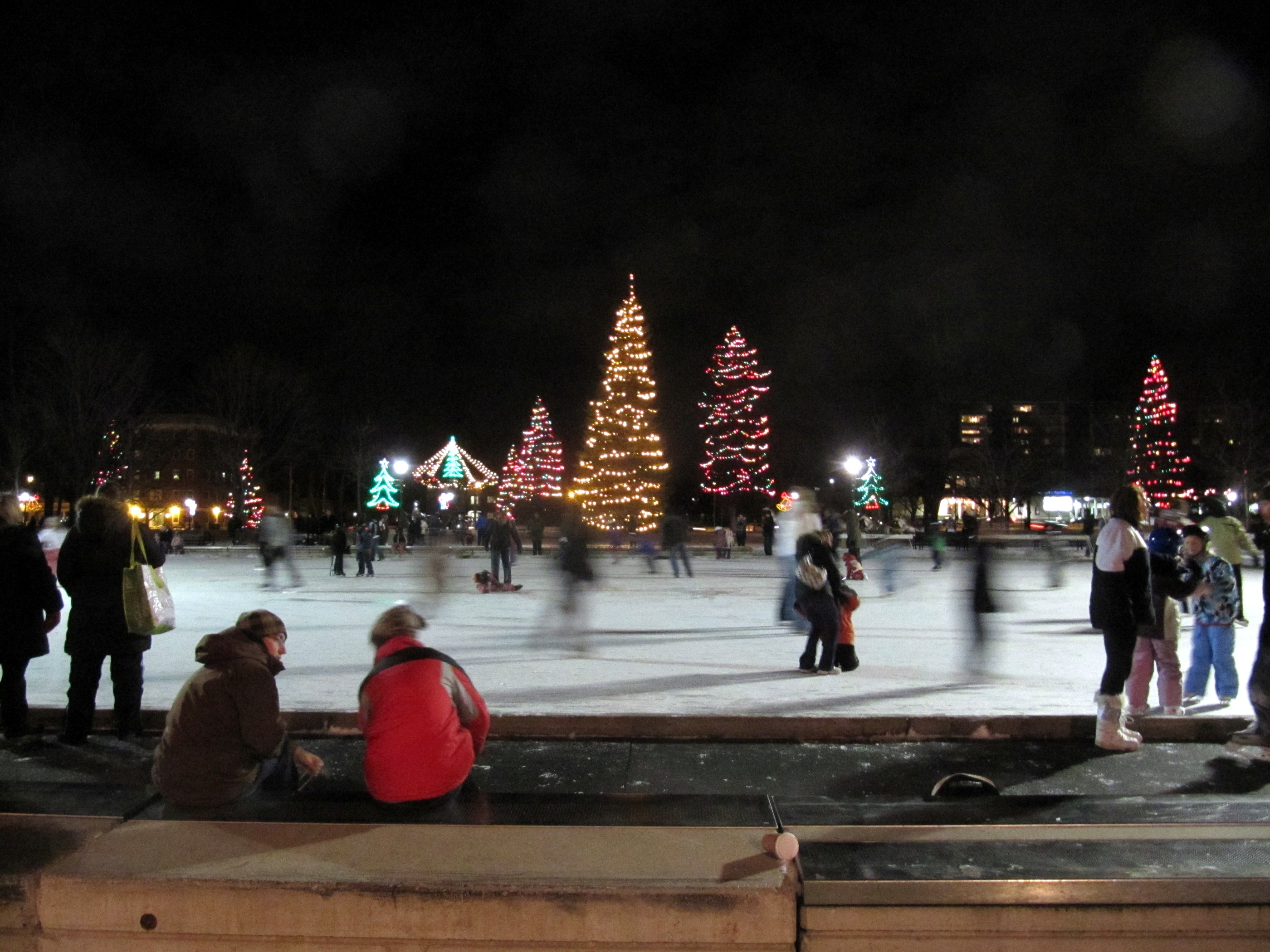
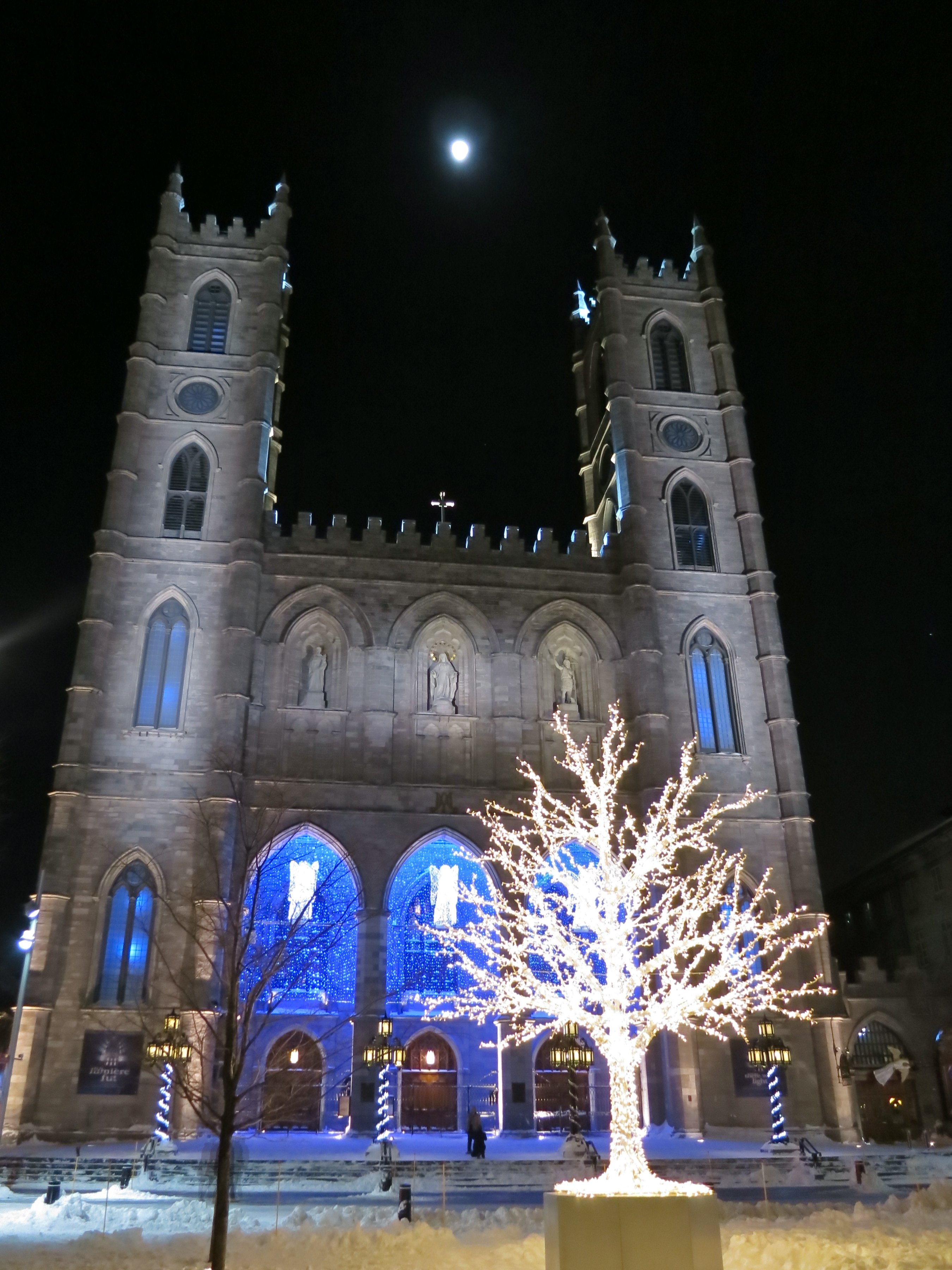
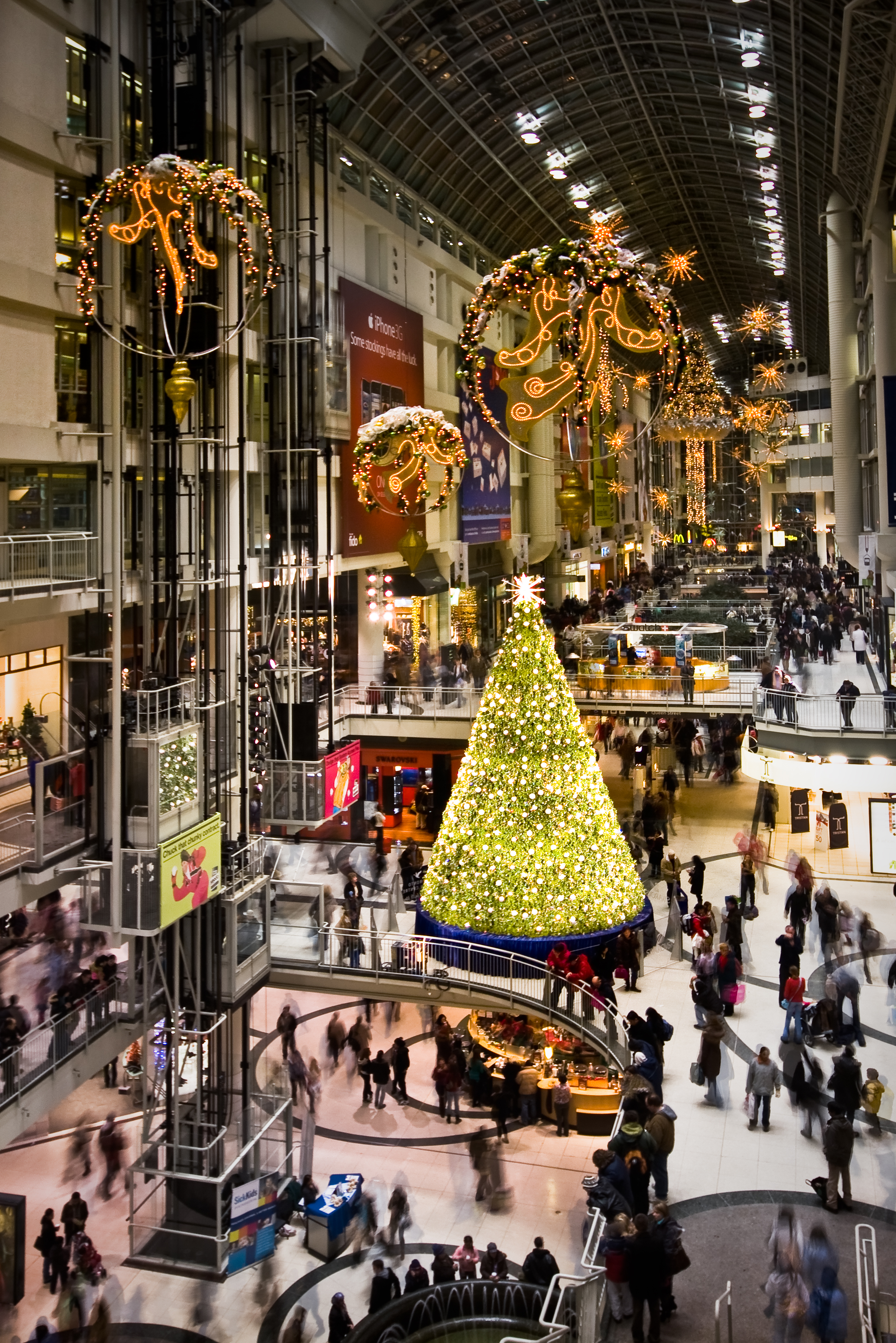
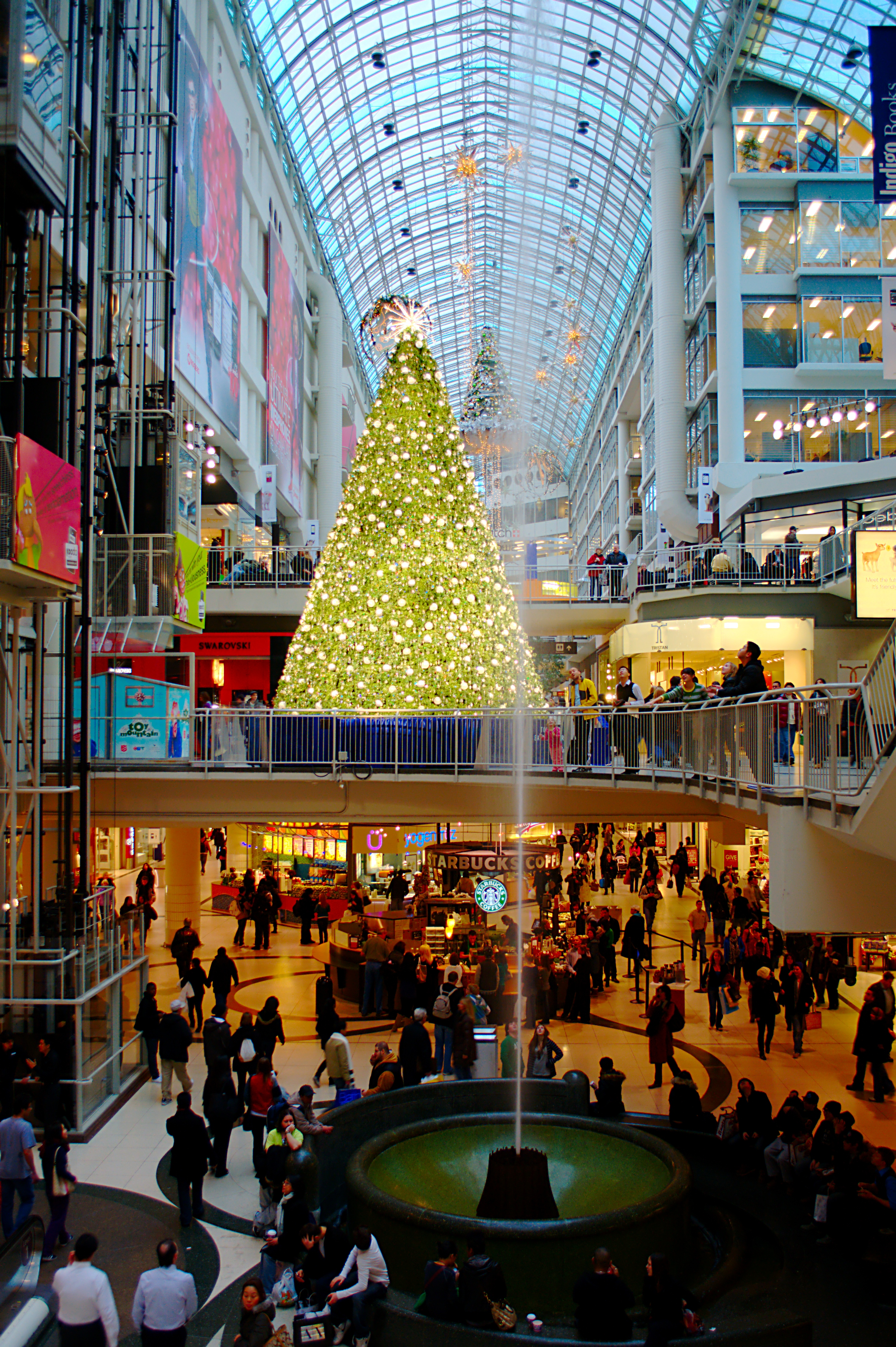
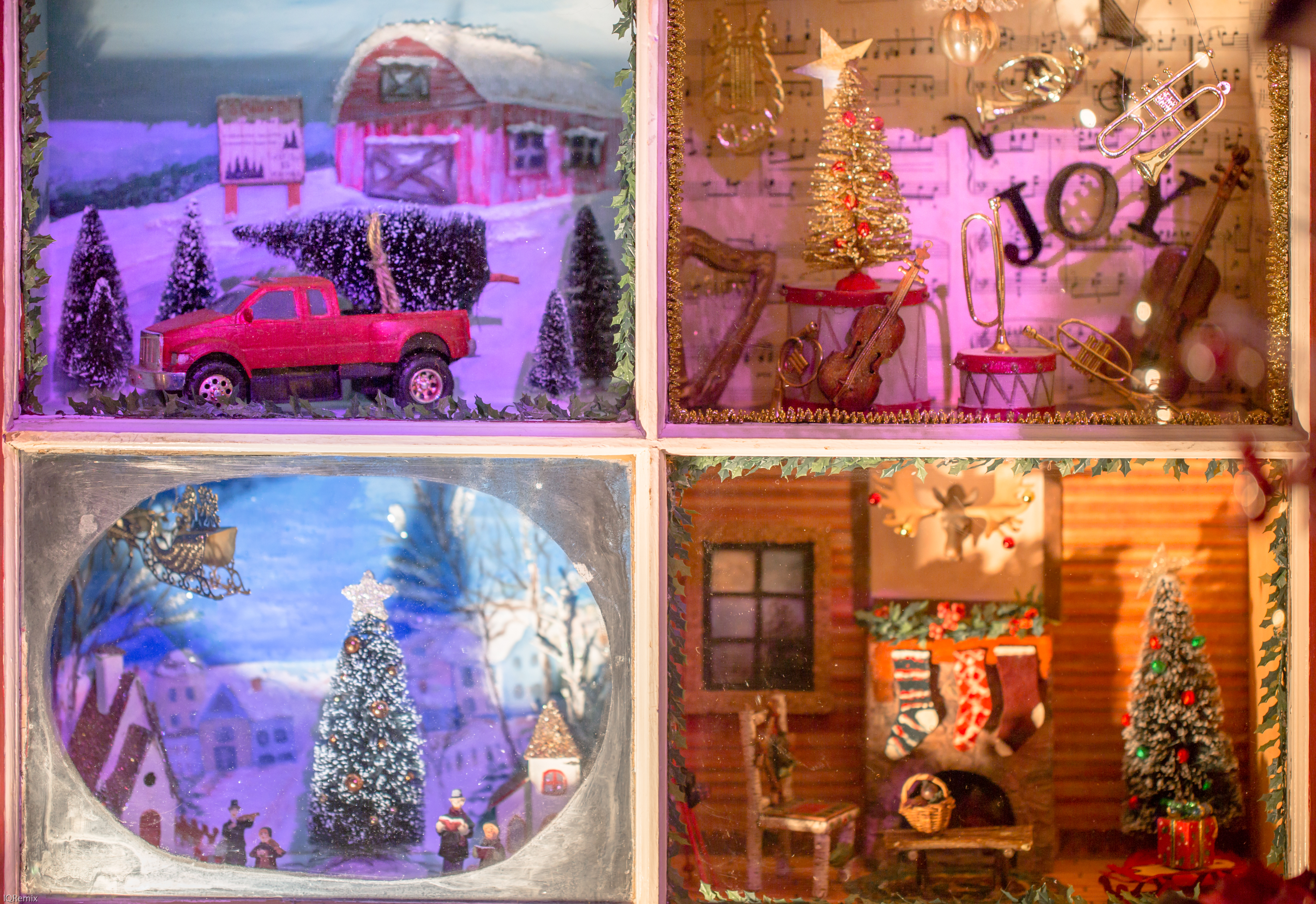
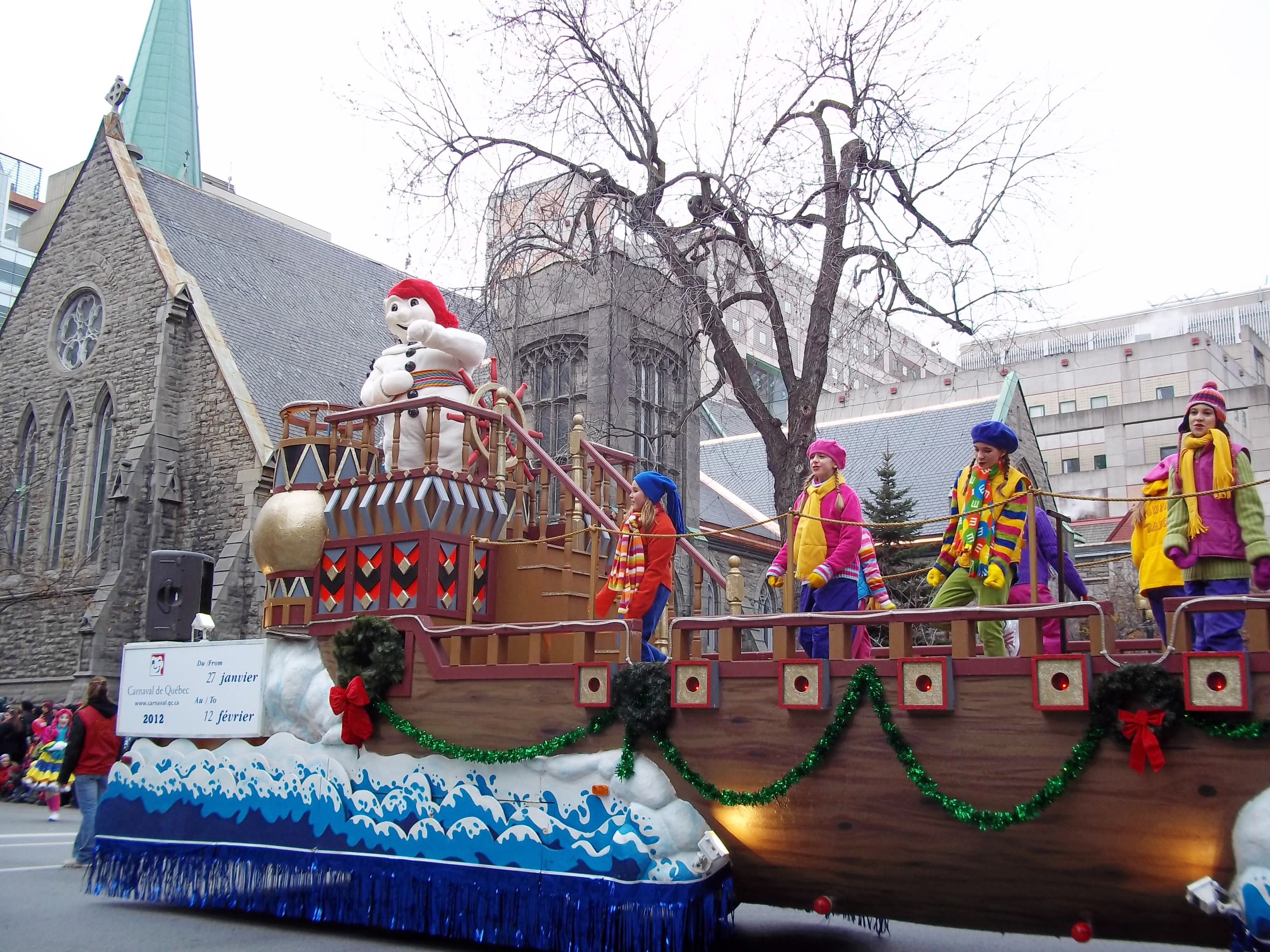
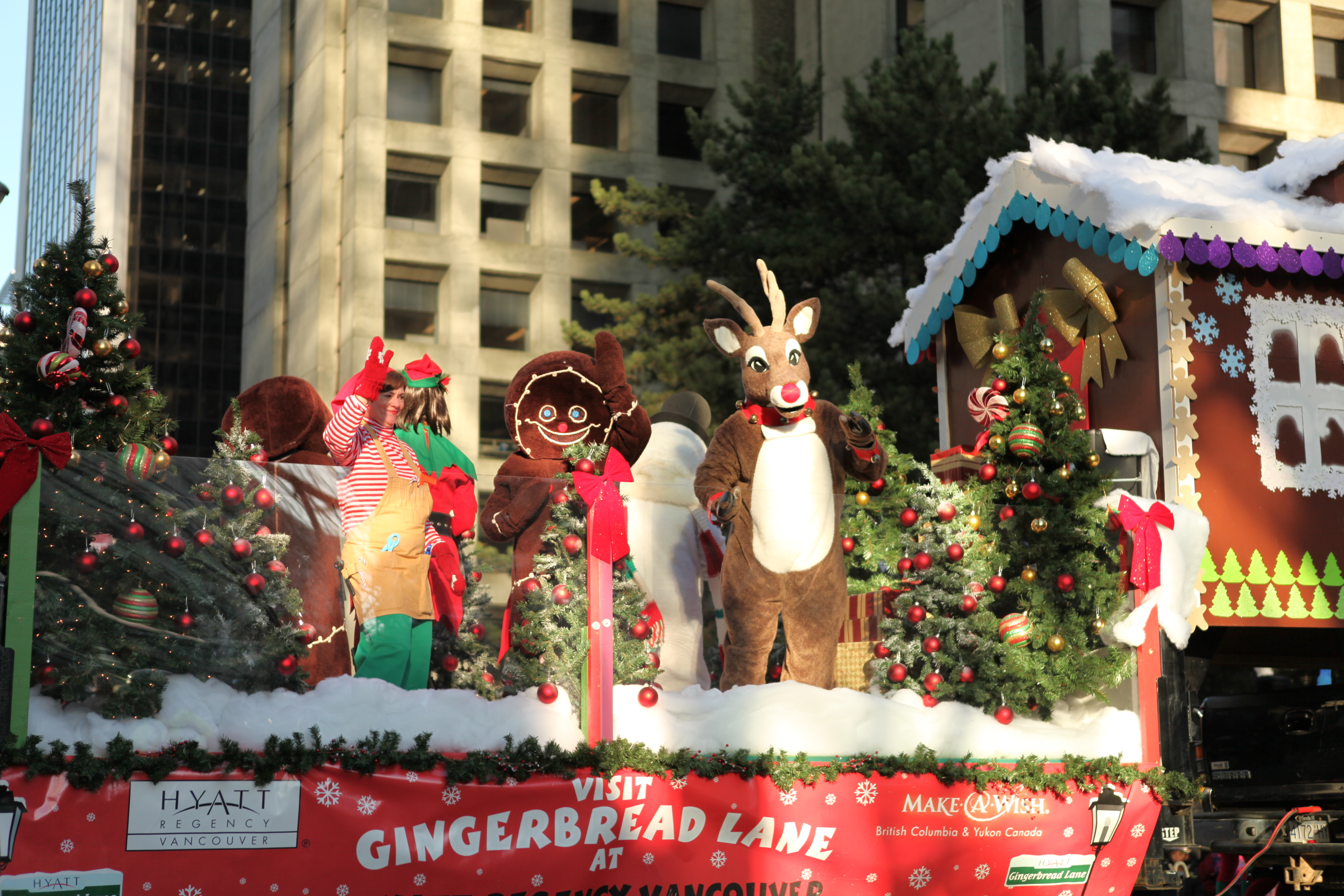
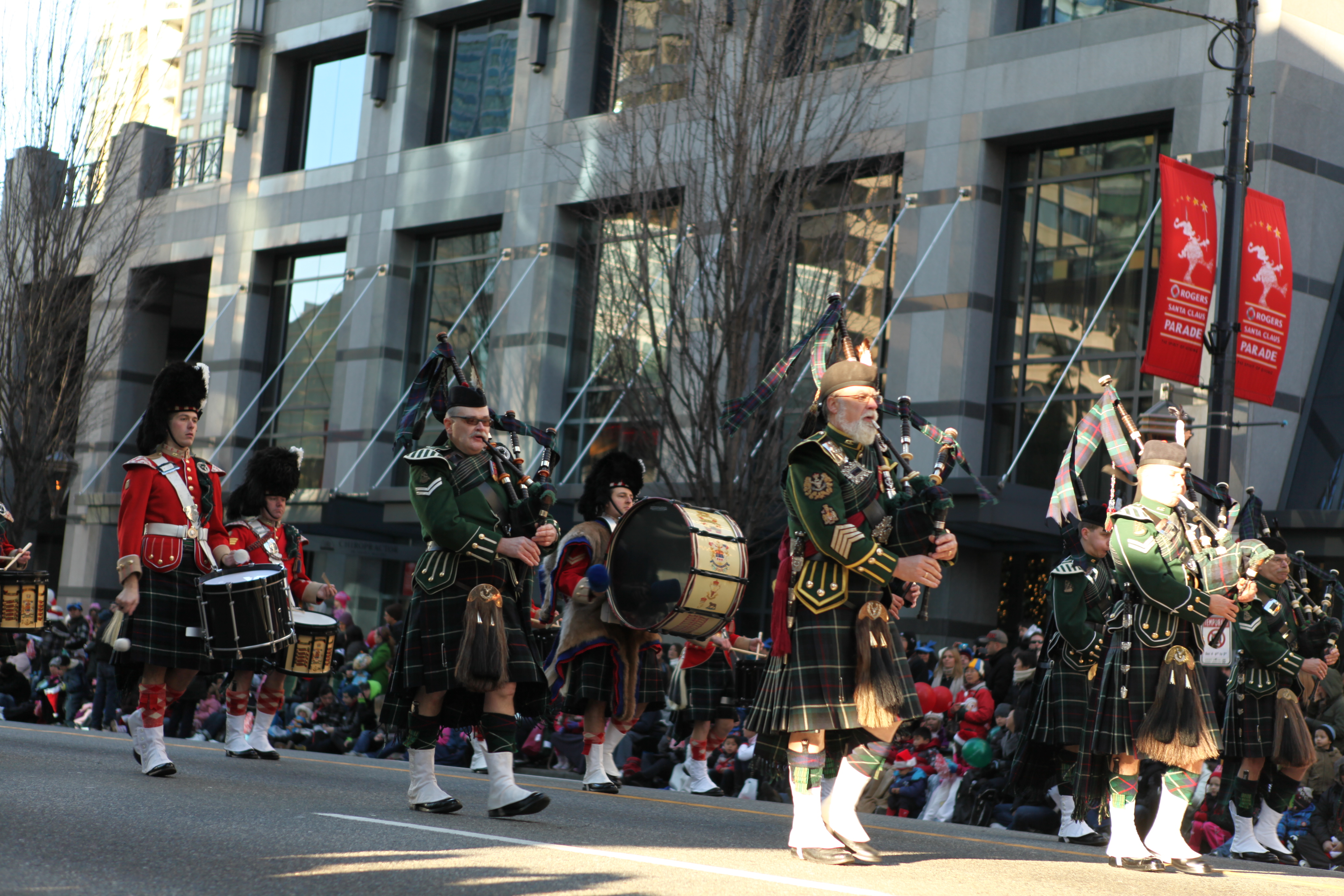
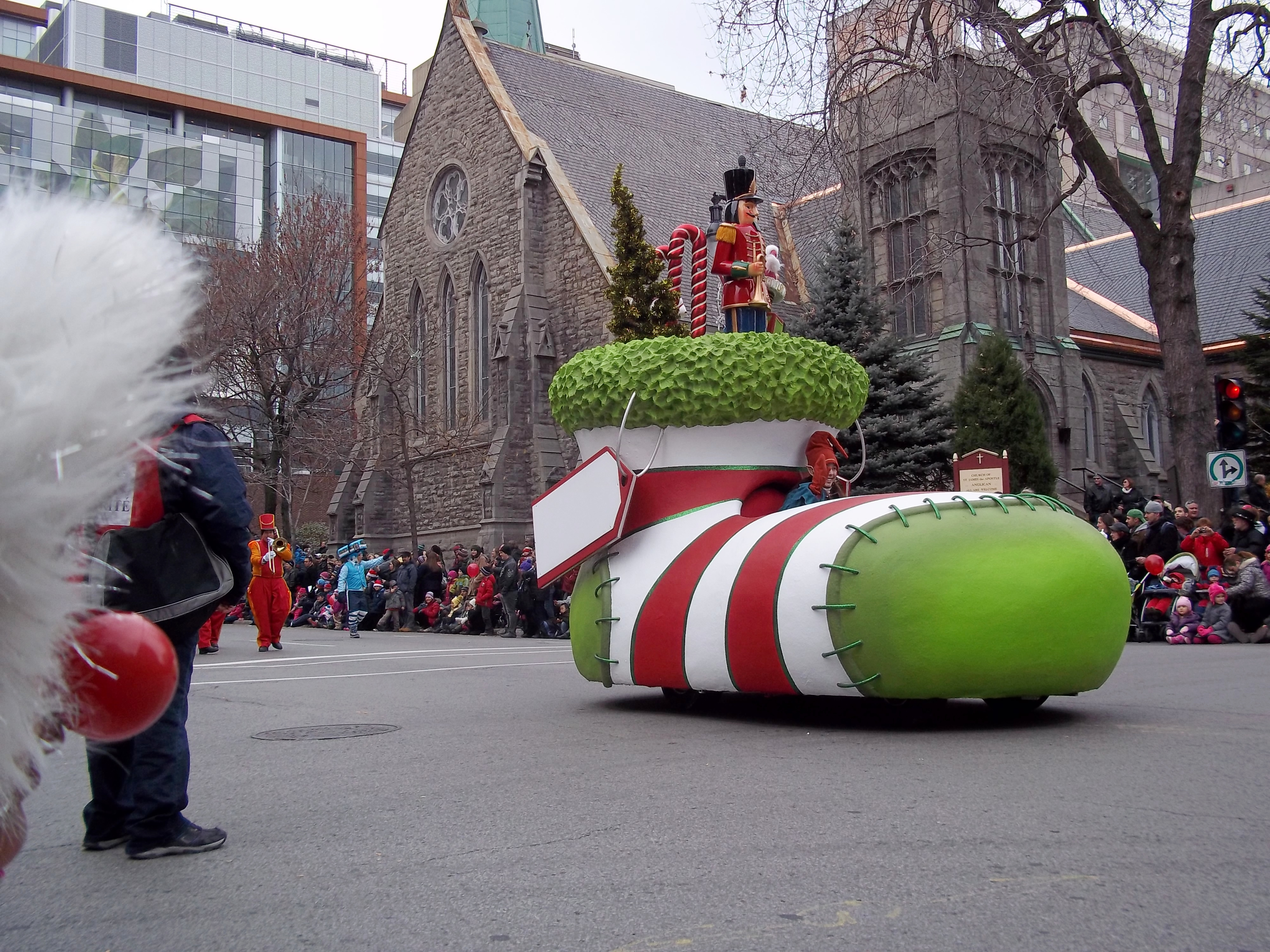
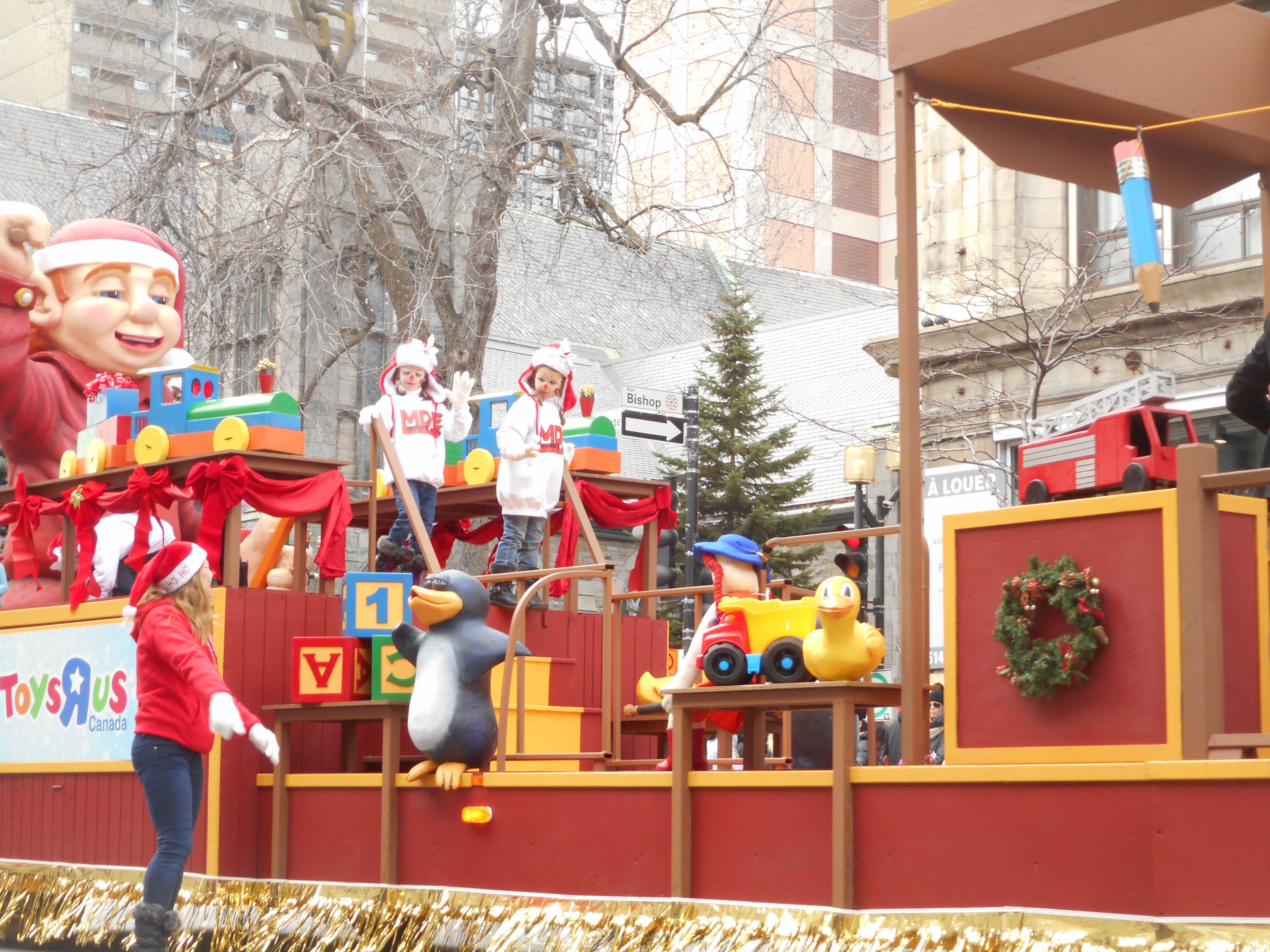
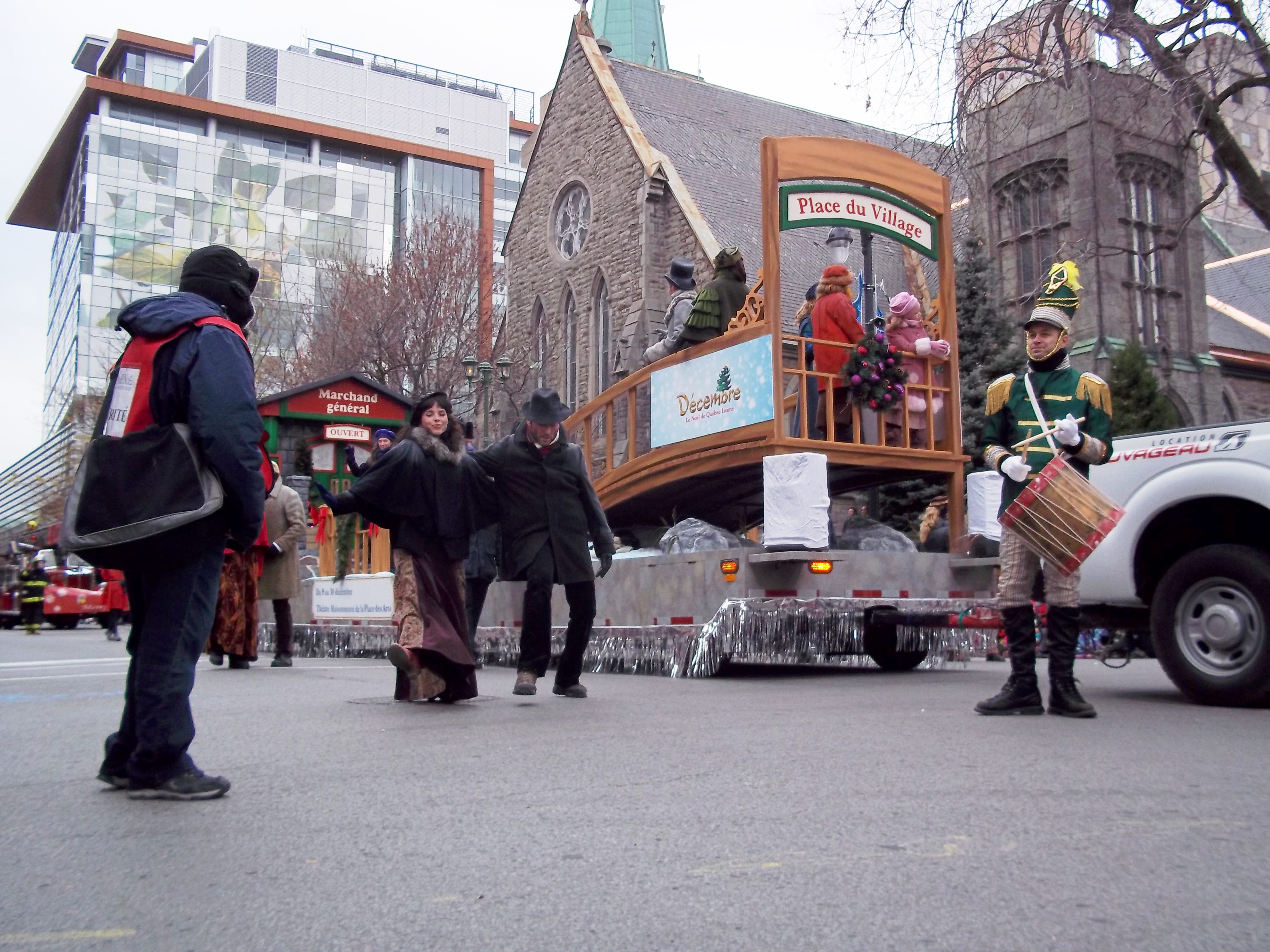
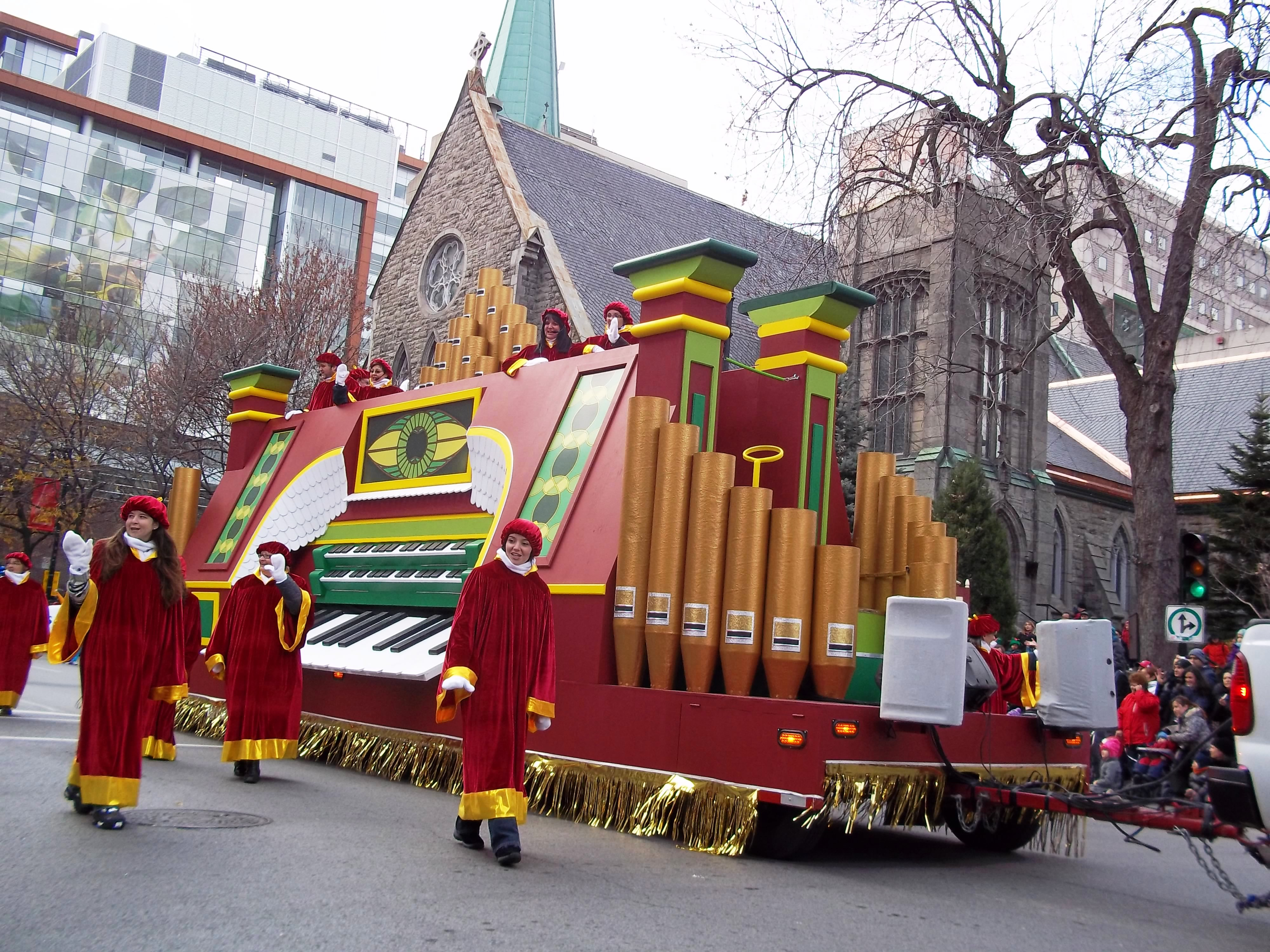
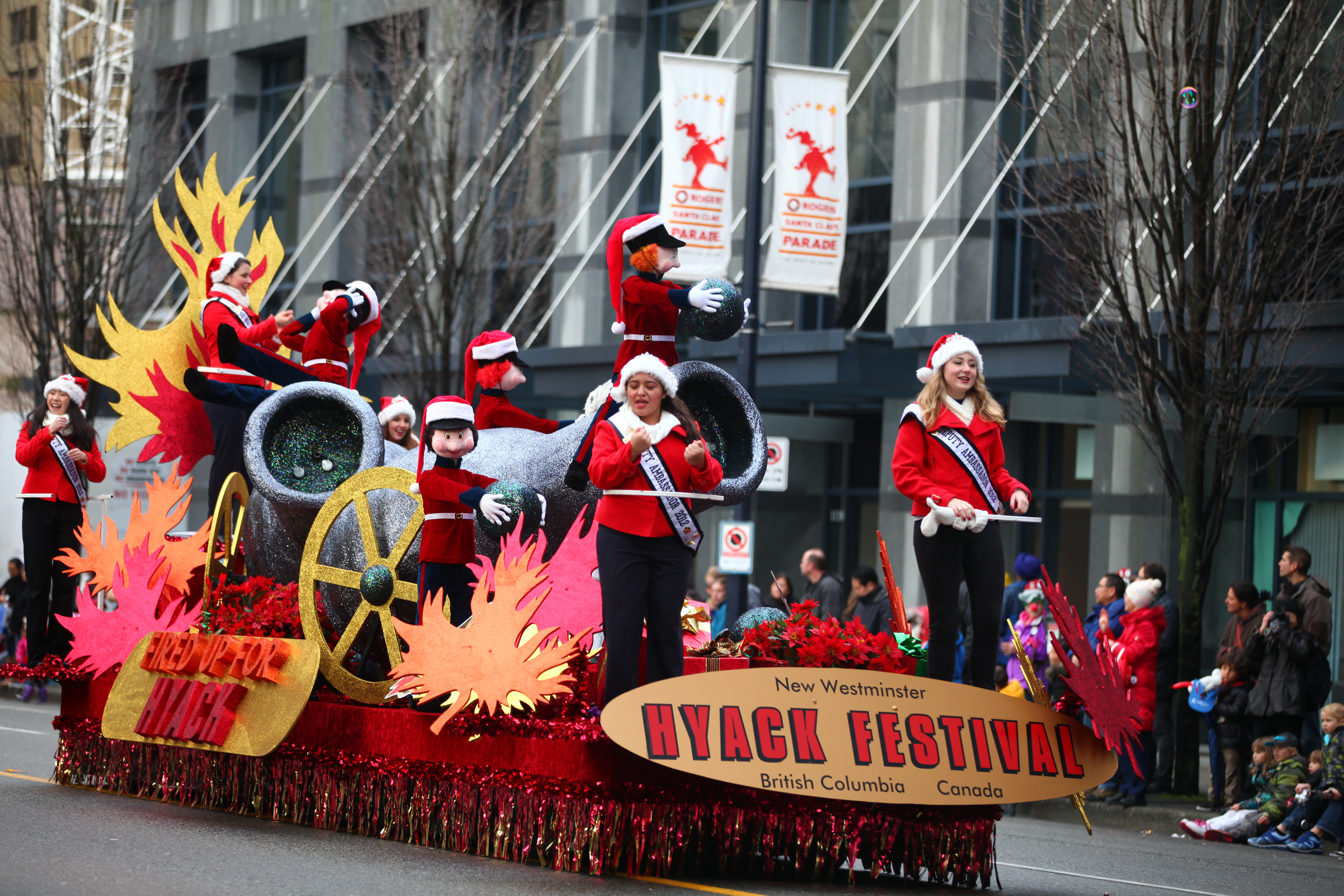
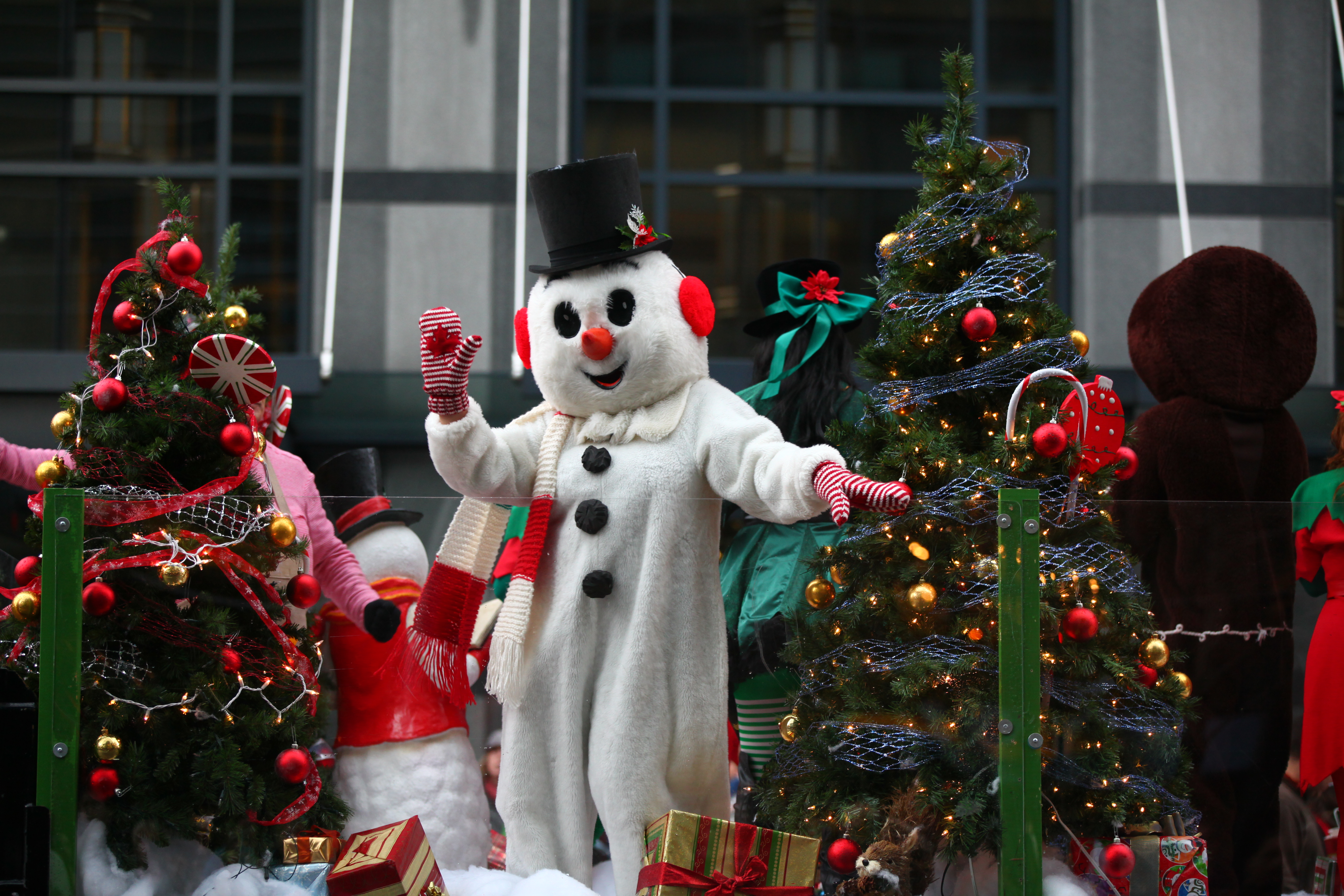
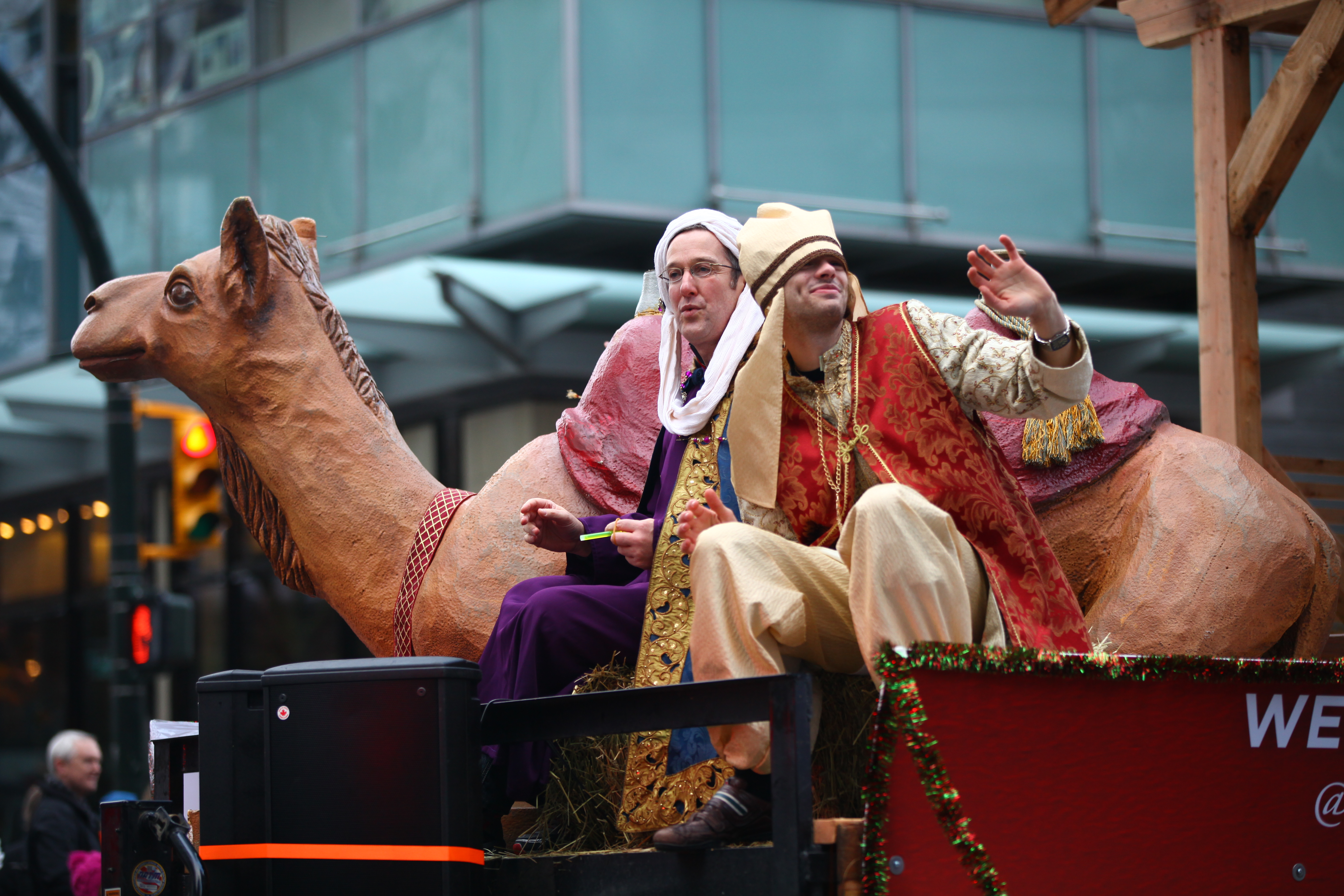
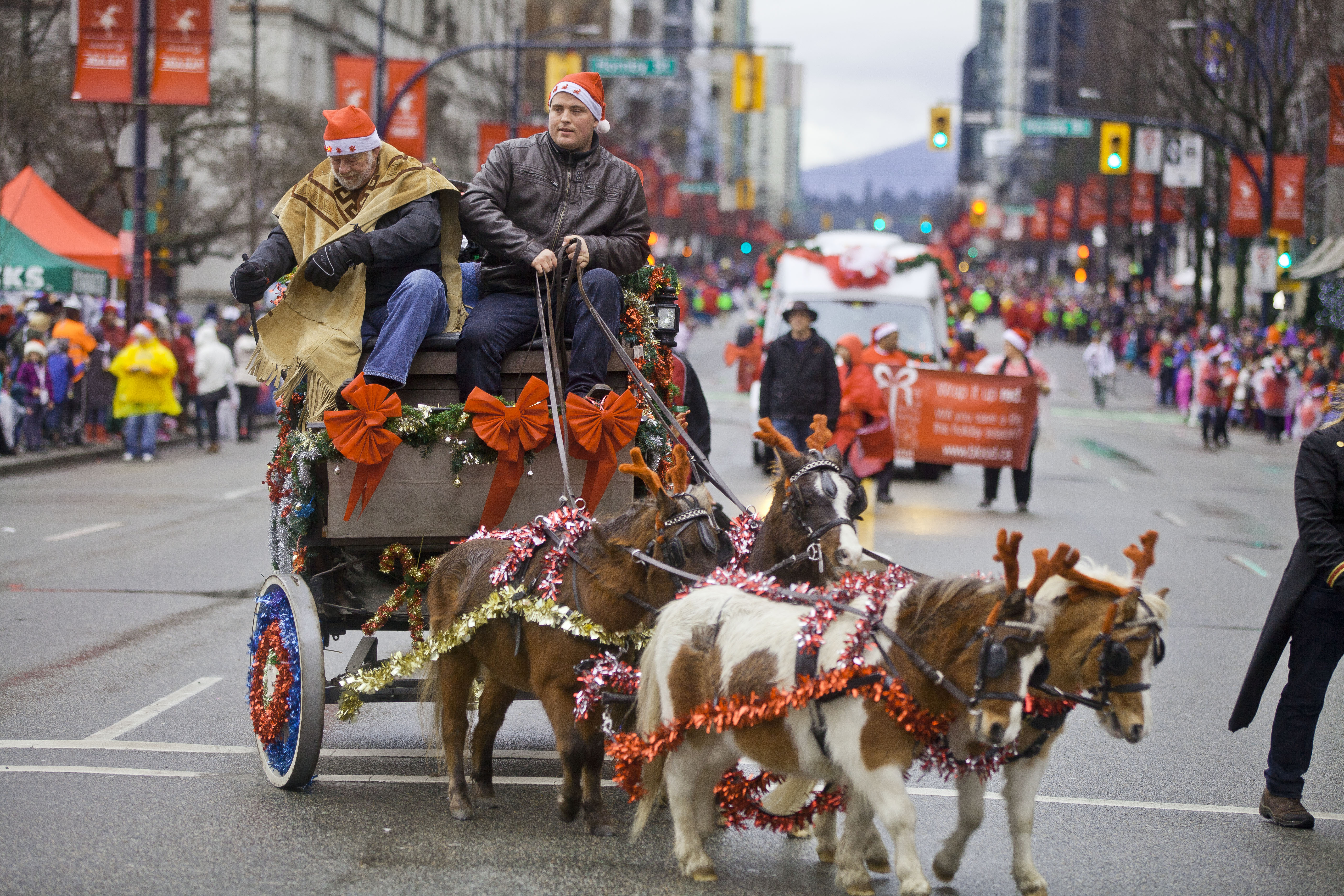
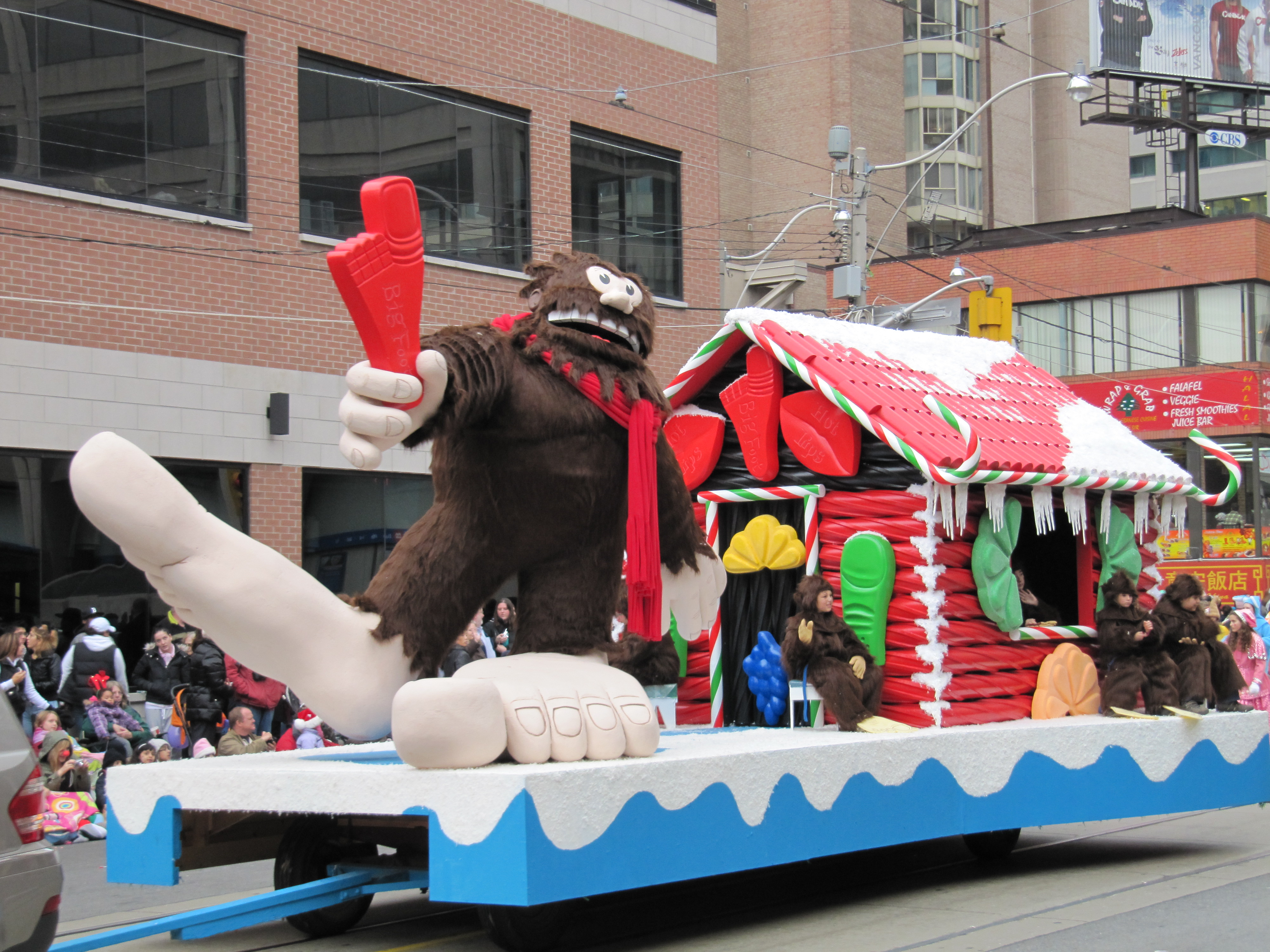
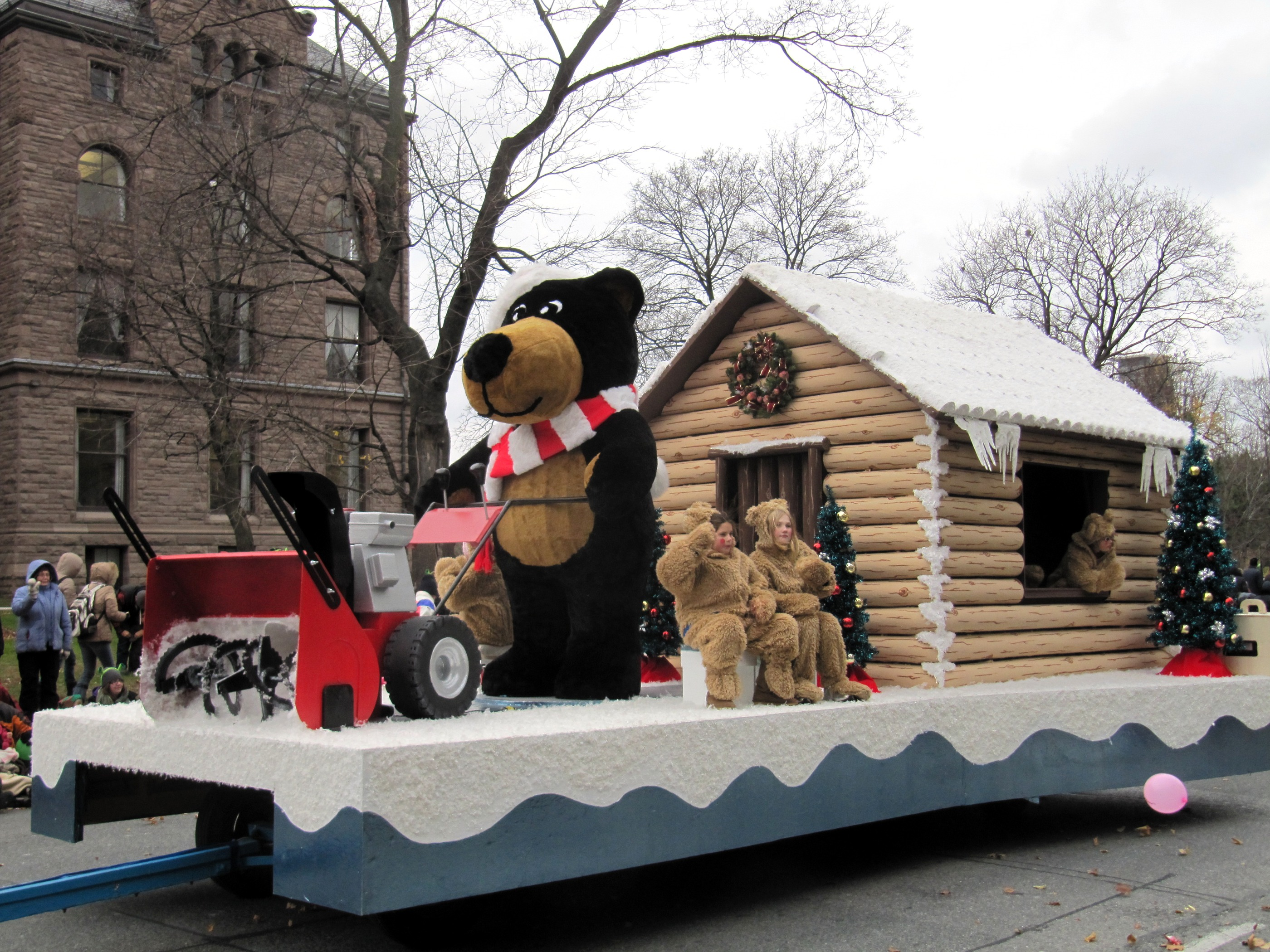
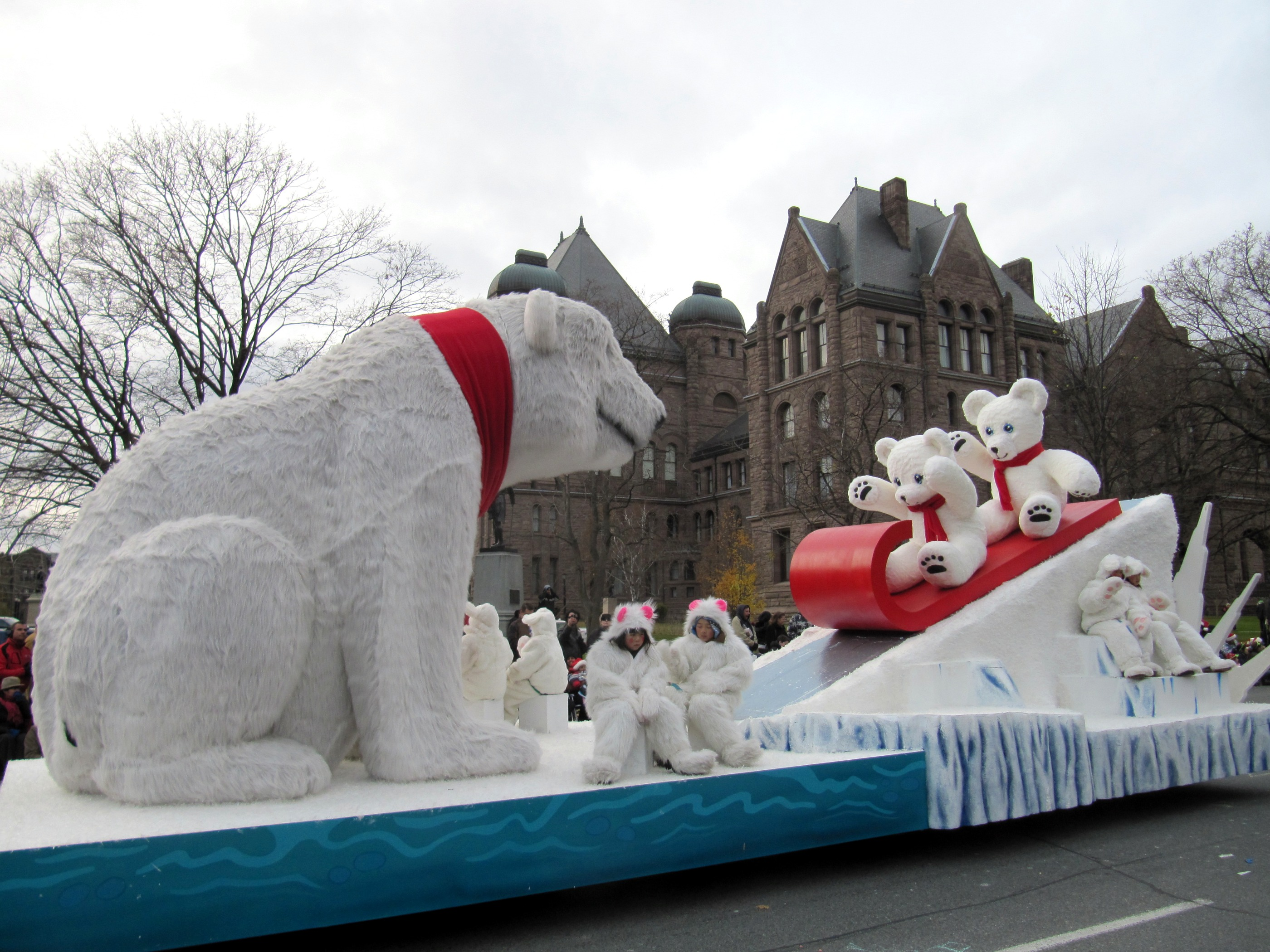
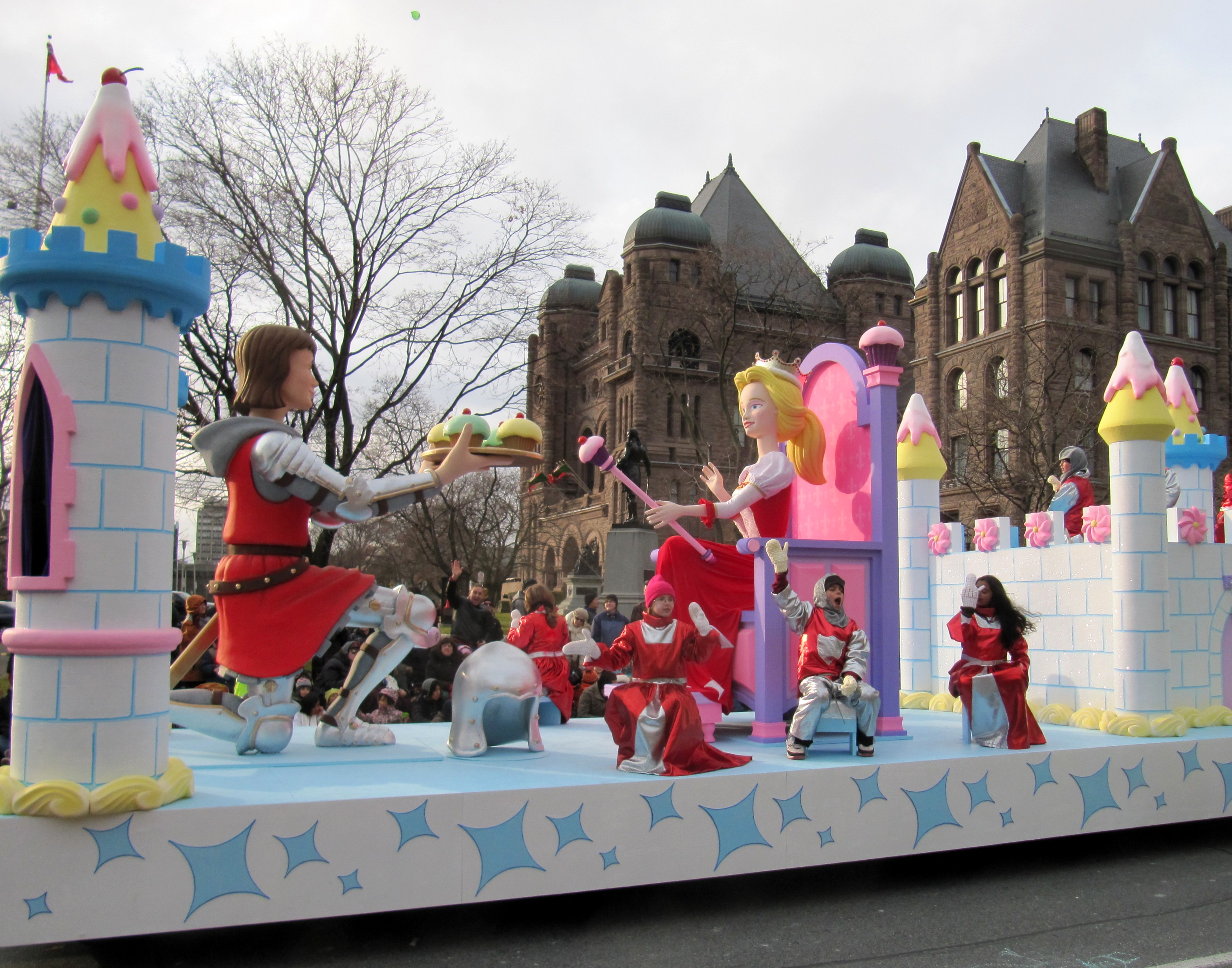
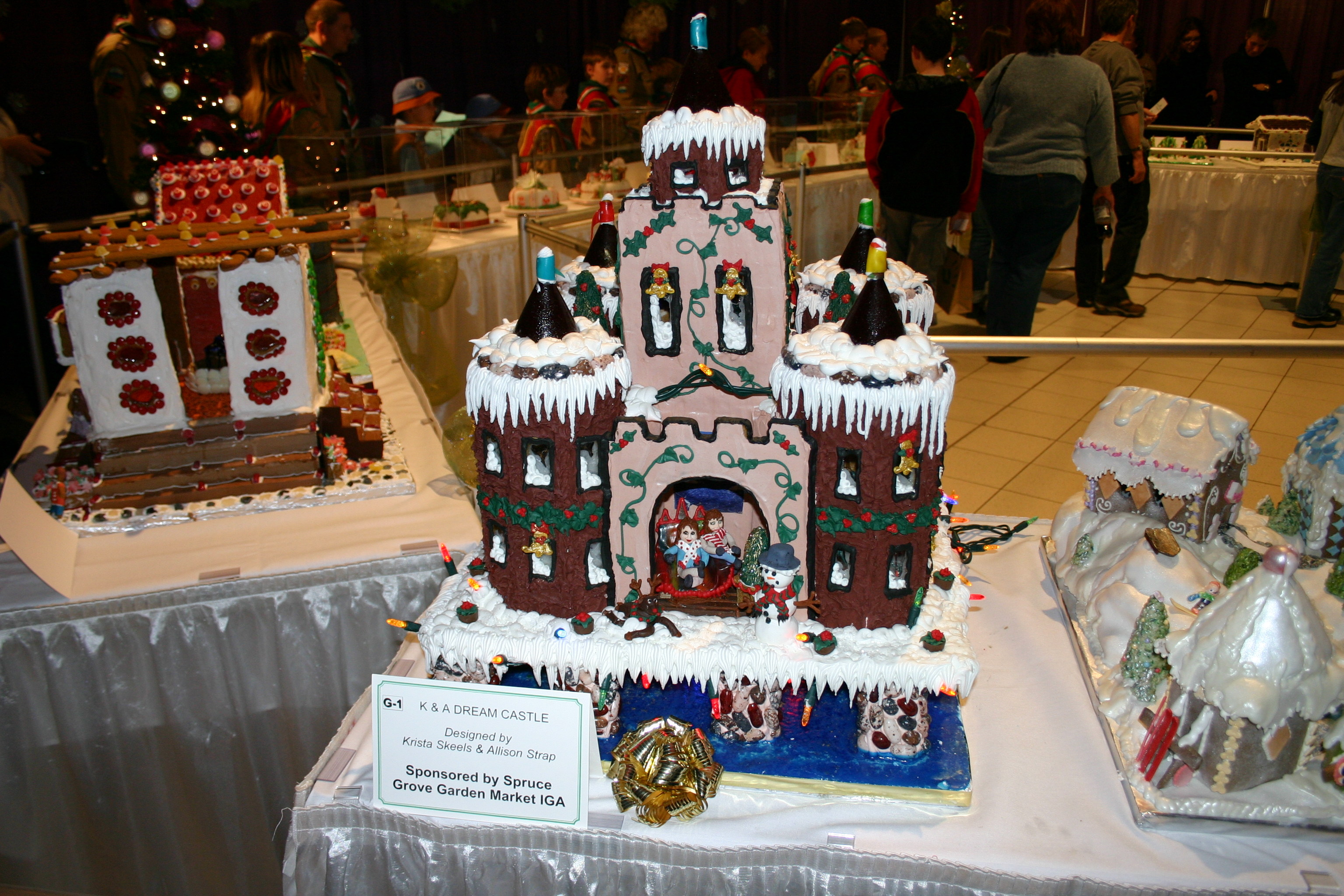

## Різдво в Канаді в масовій культурі
- Це Різдво в Канаді — назва 15-ї серії сьомого сезону анімаційного телесеріалу «Південний парк», який вийшов в ефір 2003 року[15]